# Iglesia de Saint-Laurent de Paris
La iglesia de Saint-Laurent de París es una iglesia fundada en el siglo XV localizada en el X Distrito, en el antiguo recinto de Saint-Laurent, 119, rue du Faubourg-Saint-Martin, 68, boulevard de Strasbourg y 68, boulevard de Magenta.
La iglesia está construida sobre el eje norte-sur de París que conecta Senlis y Orleans y que fue trazado por los romanos durante la mitad del siglo II a. C., la actual rue du Faubourg-Saint-Martin, rue Saint-Martin, rue Saint-Jacques y rue du Faubourg-Saint-Jacques.
Después de las clasificaciones y registros iniciales como monumentos históricos, el 1 de febrero de 1945 (80 años), la iglesia fue enteramente clasificada por decreto del 16 de diciembre de 2016.

## Histórico

### Alta Edad Media
Fue fundada a finales del siglo V, extramuros de París, cerca de un monasterio que acogía a los peregrinos que se dirigían a la abadía de Saint-Denis, en la calzada romana que conducía París a Senlis, Soissons y Trèves, pasando por el Col de La Chapelle.
La historia anónima de Saint-Lubin cita un incendio procedente del lado de Saint-Laurent en 547.
Gregorio de Tours escribió en el libro VI, cap. IX, de la Historia de los francos: «Domnole (obispo de 560 a 581), obispo de Le Mans, cae enfermo. En tiempos del rey Clotario, había gobernado monjes en París en la basílica de San Lorenzo». En el Capítulo XXV del mismo libro VI menciona que una inundación del Sena y el Marne provocó una inundación desde París hasta Saint-Laurent en enero de 583.
La basílica de Saint-Laurent todavía se cita en una carta fechada en 710 que menciona el traslado del mercado de Saint-Denis a un lugar ubicado entre las basílicas de Saint-Martin y Saint-Laurent después de un desastre. Los historiadores han discutido para verificar si la ubicación de este monasterio era o no diferente de la ubicación actual de la Iglesia de San Lorenzo. Según Louis Brochard, los datos geológicos y arqueológicos parecen confirmar que el monasterio de Saint-Laurent estaba en una colina sobre el antiguo lecho del Sena, en el camino de Saint-Martin que partía del antiguo Grand-Pont antes de su traslado al Pont au Change en el siglo IX. 
Situada fuera de las murallas, la iglesia y el monasterio fueron saqueados y destruidos por los normandos en el 885 (Sitio de París (885-886)).

### Baja Edad Media
Una nueva iglesia de Saint-Laurent, erigida como parroquia, está atestiguada en 1180. Esta nueva iglesia, que se había quedado pequeña, fue demolida para dar paso a la actual iglesia siglo XV, período del estilo gótico flamígero. El coro fue consagrado el 14 de junio de 1429, pero no es posible basarse únicamente en la dedicación de un edificio para datarlo. La estructura gótica, las bóvedas de crucería, los ventanales altos, la girola con claves esculpidas aún son visibles, a pesar de las transformaciones posteriores. Por comparación estilística con otras iglesias parisinas ostentosas, podemos situar la construcción de Saint-Laurent en la segunda mitad del siglo XV, un poco más tarde para las capillas.

### Tiempos modernos

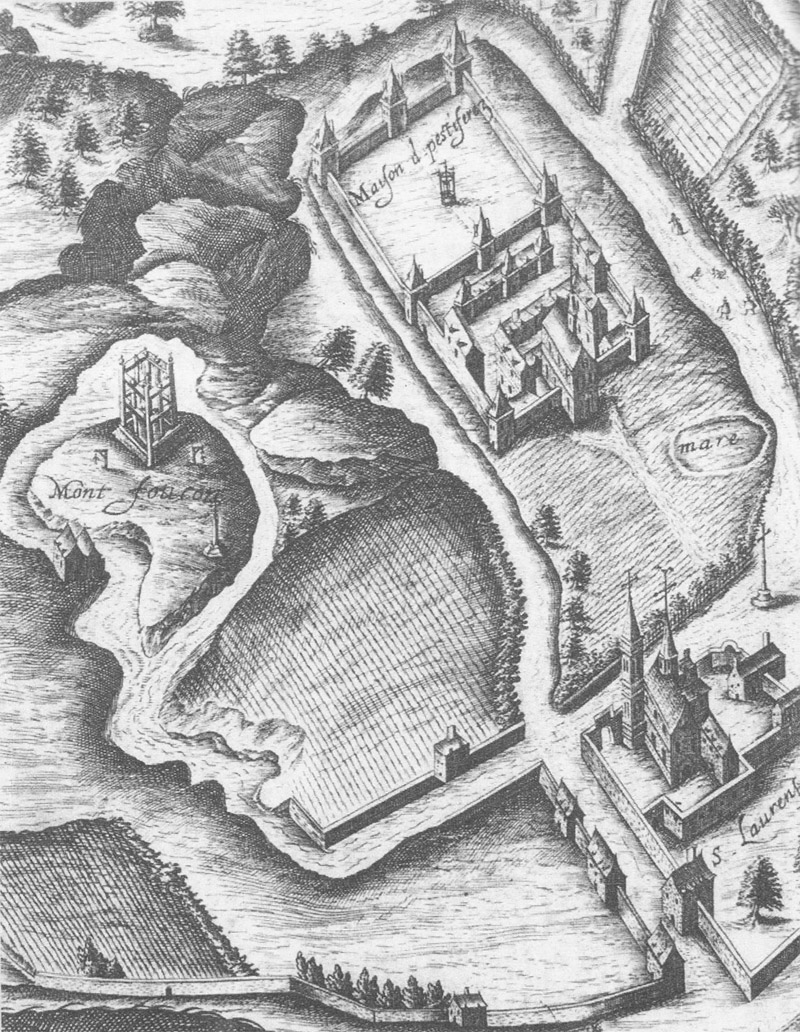
Mapa de 1609 que muestra la iglesia de Saint-Laurent

En el siglo XVII, todavía no estaba completada, quedaba la nave por cubrir y la fachada por construir. Dos posibilidades eran posibles para terminar el proyecto : en el estilo original del gótico flamígero, o en el gusto clásico de la época. La elección del clasicismo se hizo para la fachada, pero prevaleció la continuidad gótica para la nave. En 1621, Charlotte-Marguerite de Montmorency, esposa de Henri II de Bourbon, príncipe de Condé, colocó la primera piedra de la fachada. Esta fachada se compuso según el esquema italianizante, como el de la Iglesia de Saint-Élisabeth-de-Hongrie, o la capilla de la Sorbona. Fue demolida en 1862.
En 1633, Vincent Depaul con Louise de Marillac, de quien era confesor, creo las Hijas de la Caridad, «al servicio de los expósitos y los enfermos», que instaló a partir de 1641 o 1642 en la parroquia de Saint-Laurent. En 1660, el cuerpo de Luisa de Marillac fue enterrado en la iglesia de Saint-Laurent y permaneció allí hasta 1755, antes de ser trasladado a la capilla de la actual casa matriz de las Hijas de la Caridad.
En 1654, probablemente bajo la dirección de Antoine Le Pautre —según algunos autores, esta intervención habría sido obra de François Blondel— se actualizó el coro: una decoración vegetal está esculpida en las enjutas de las grandes arcadas; las del ábside están ocultas por un enchape de piedra con pilastras corintias; un nuevo altar mayor se acompaña de un monumental retablo en forma de arco triunfal. Un gran bajorrelieve que representa la Resurrección y ángeles también había sido esculpido por Gilles Guérin, pero ahora han desaparecido.
En 1655, se inicia la construcción de las bóvedas de la nave y del crucero en bóvedas de crucería,sobre su intradós, se leen las fechas de 1656, 1657, 1659. Es el último edificio parisino de estilo gótico flamígero, un siglo y medio después de finales del siglo XV, lo que se explica por el sentido de la economía : cubrimos la iglesia de la manera más sensata, para no tener que reconstruir lo que ya existía.
En 1712, en lugar de una capilla de Trois-Maries, se erigió la actual capilla de la Virgen, lo que provocó la eliminación de seis pilares del deambulatorio.

### Desde la Revolución
Durante la Revolución, parte del cementerio de Saint-Laurent fue enajenado para crear una plaza semicircular llamada place de la Fidélité. En 1793, la iglesia se convirtió en el Templo de la Razón (según los hermanos Lazare y Jacques Hillairet, es «templo del himen y de la fidelidad», pero es sin duda por confusión con la iglesia de Saint-Nicolas-des-Champs). La iglesia fue devuelta al culto católico en 1795, luego a los teofilántropos en 1797. Se convirtió en Templo de la Vejez al año siguiente y en 1802, la iglesia volvió a ser católica.
Bajo el Segundo Imperio, los bulevares de Magenta y Estrasburgo fueron perforados respectivamente en 1855 y 1852. La iglesia estaba retranqueada de la alineación del bulevar de Estrasburgo . Para remediarlo, la fachada del siglo XVII fue destruida, y entre 1863 y 1867, el arquitecto Simon-Claude Constant-Dufeux amplió la iglesia en un tramo y construyó una fachada en estilo neogótico flamígero, decorada con esculturas. También construyó una aguja de plomo. En 1870 se añadió un frontón de lava esmaltada firmado por Paul Balze.
Los tres primeros Sanson, verdugos de París, descansan allí con algunos otros miembros de su familia.

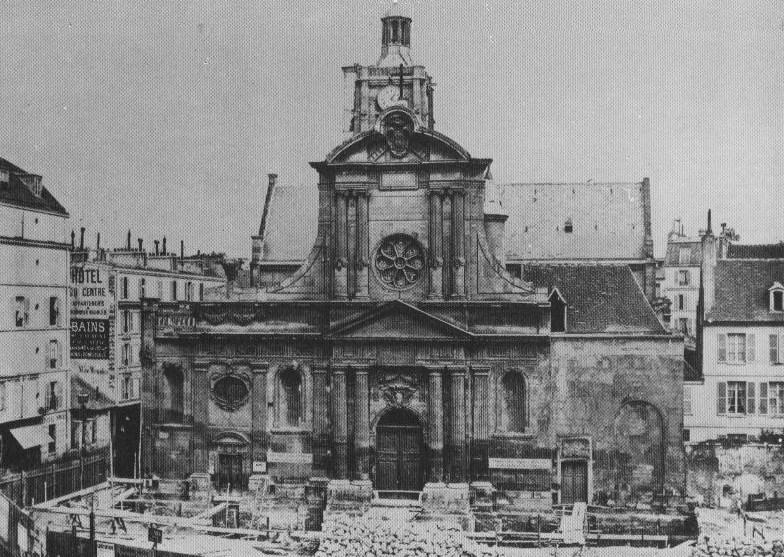
La iglesia antes de su restauración en 1861, compárese la fachada con la anterior.
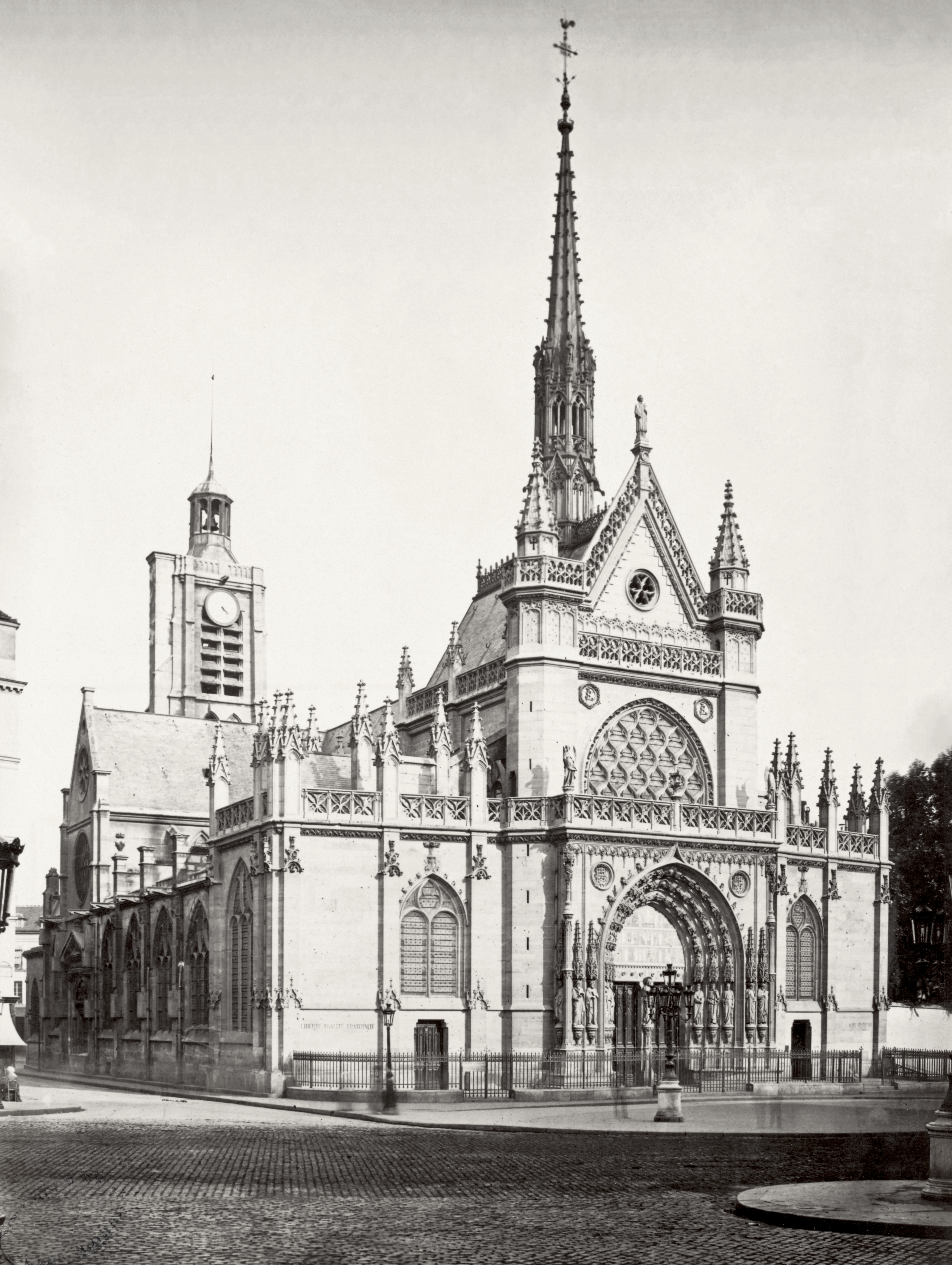
Fotografía de Charles Marville alrededor de 1861-1870.
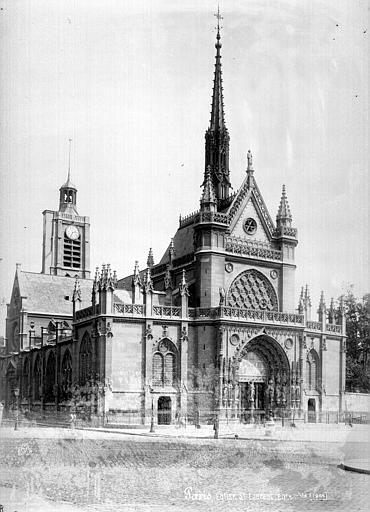
Fotografía de Paul Robert en 1892.

## Descripción

### Arquitectura

#### Exterior

Fachadas
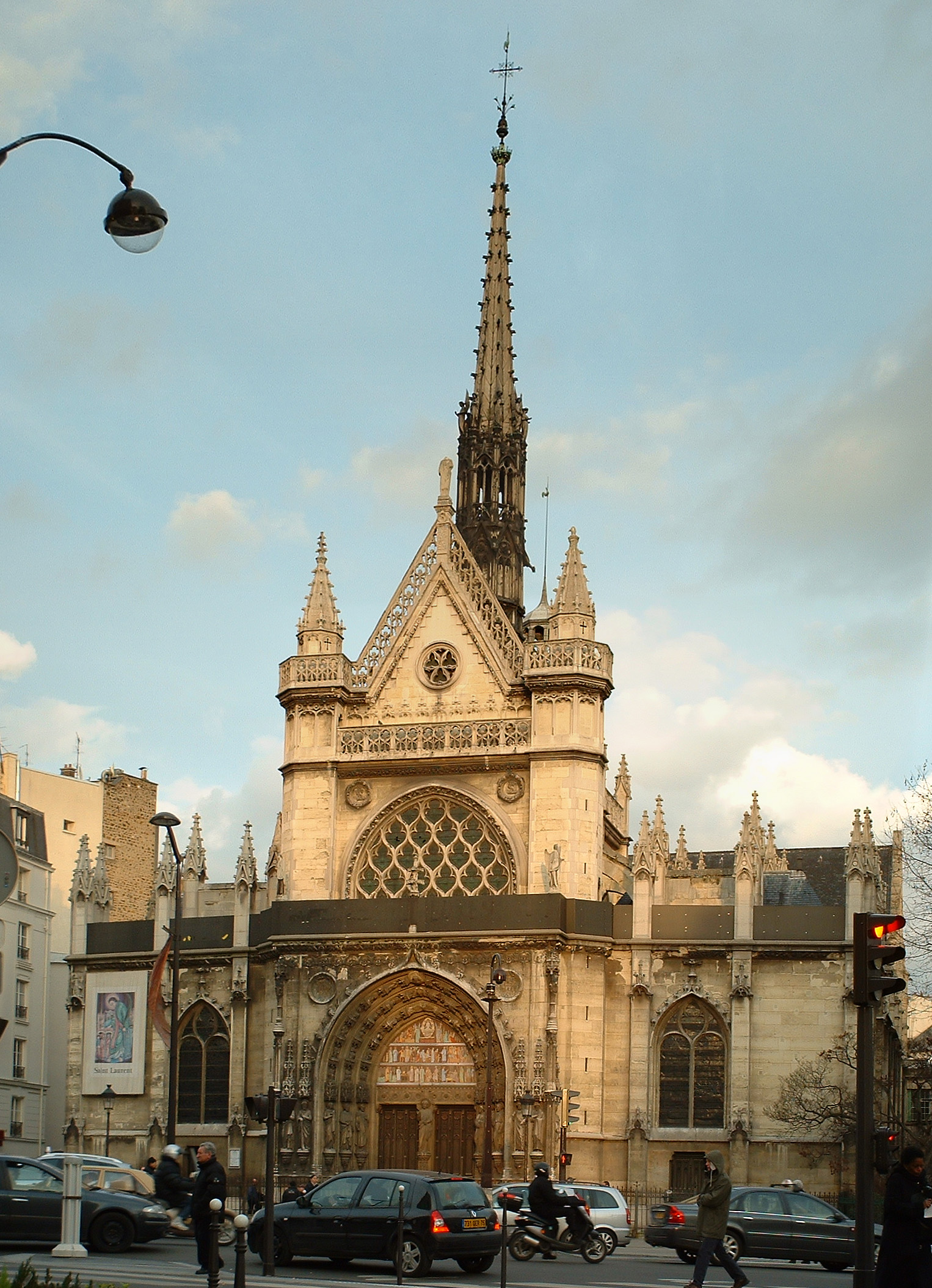
fachada oeste.
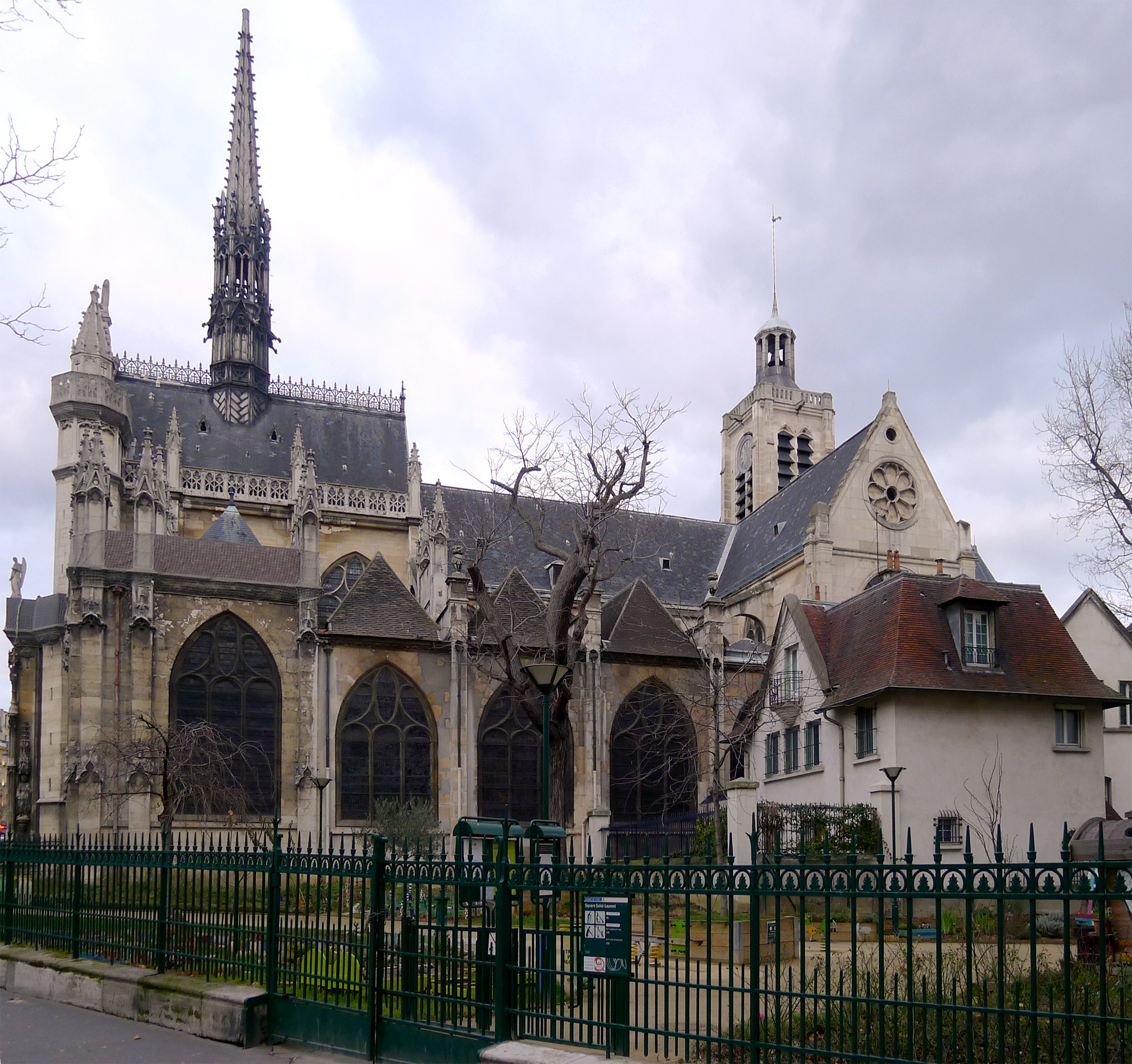
Fachada sur adosada a la plaza Saint-Laurent.
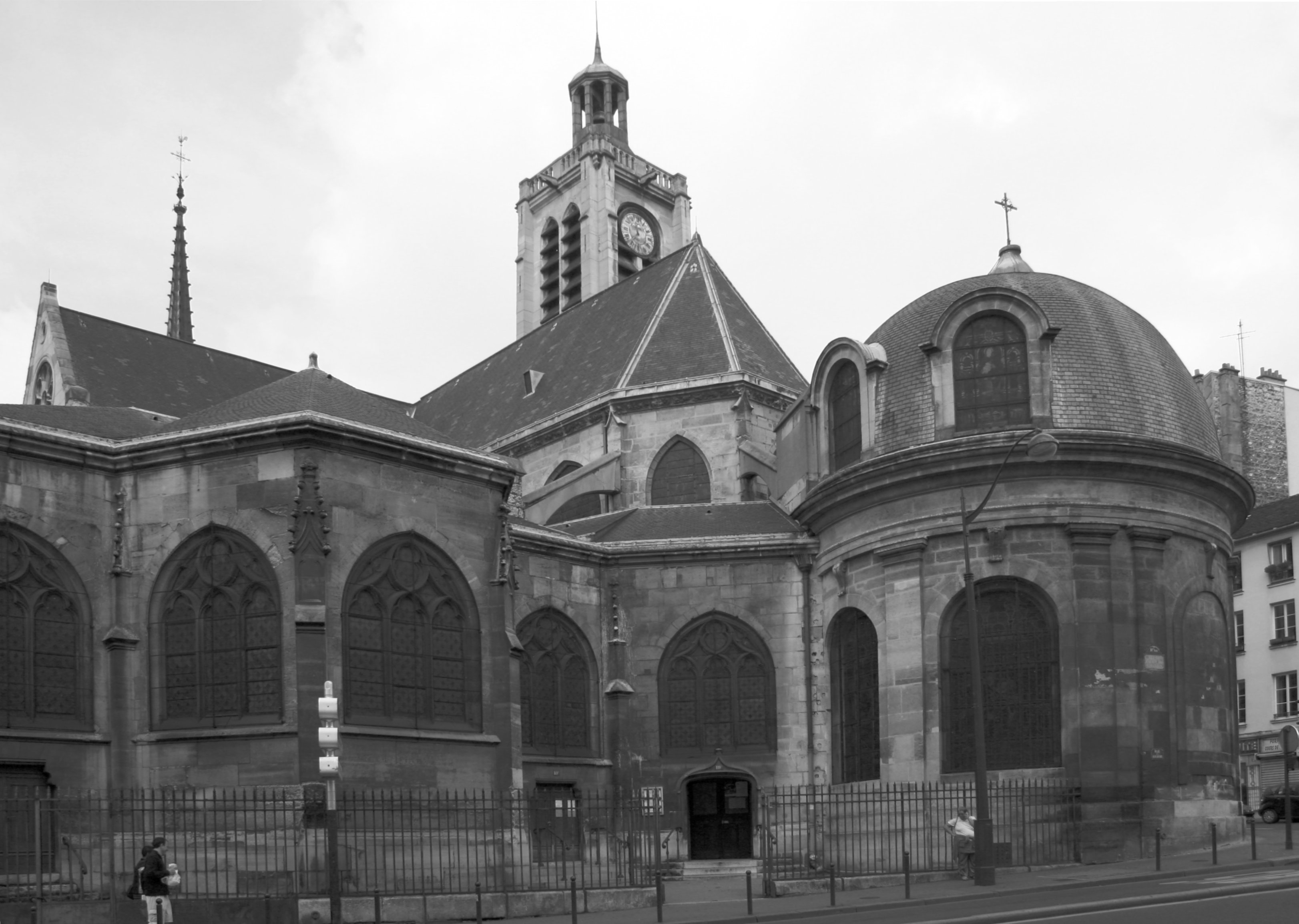
La cabecera  muestra diferentes períodos de construcción.
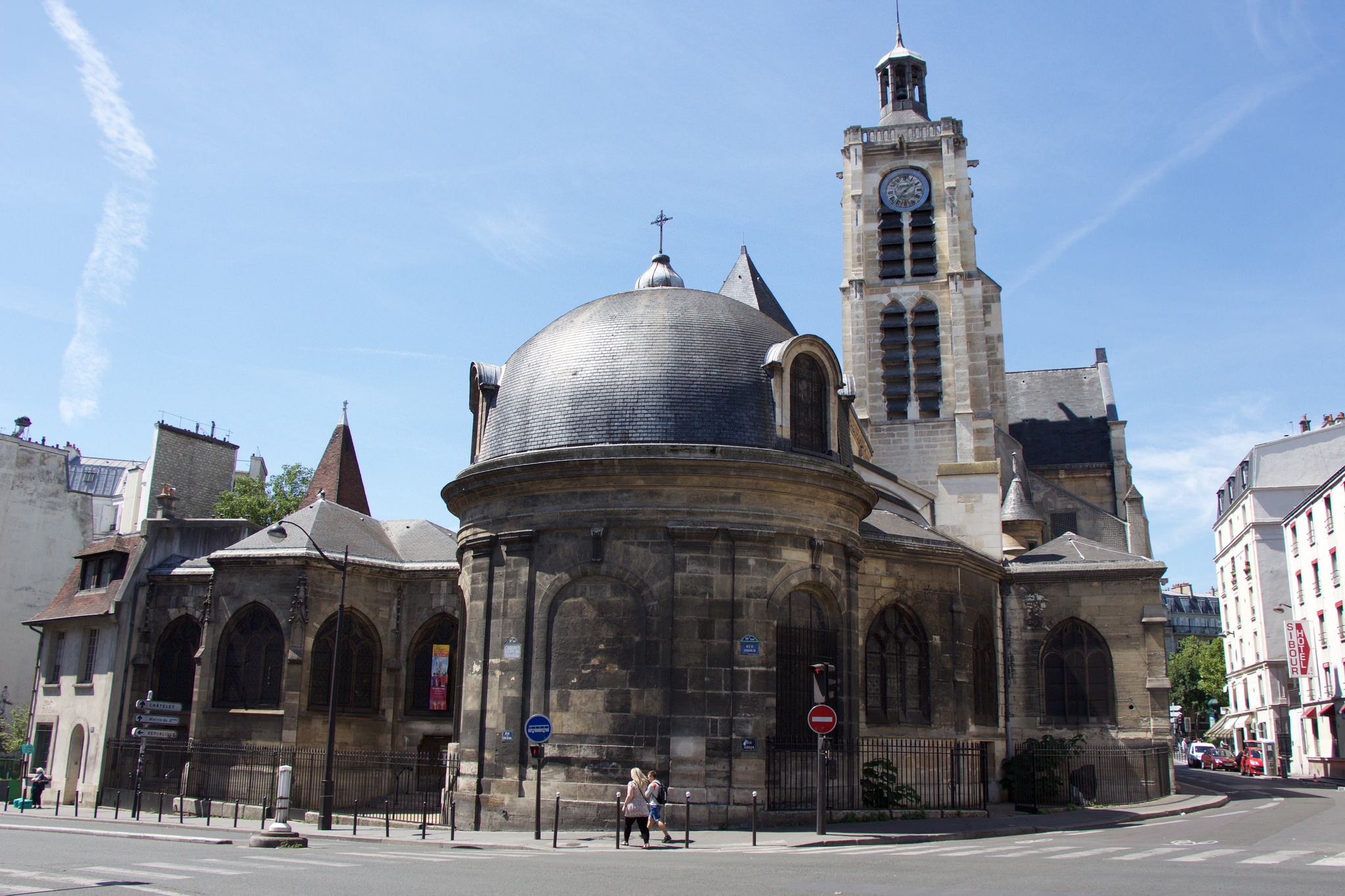
El ábside de la iglesia del lado de la rue du Faubourg Saint-Martin.

Portales
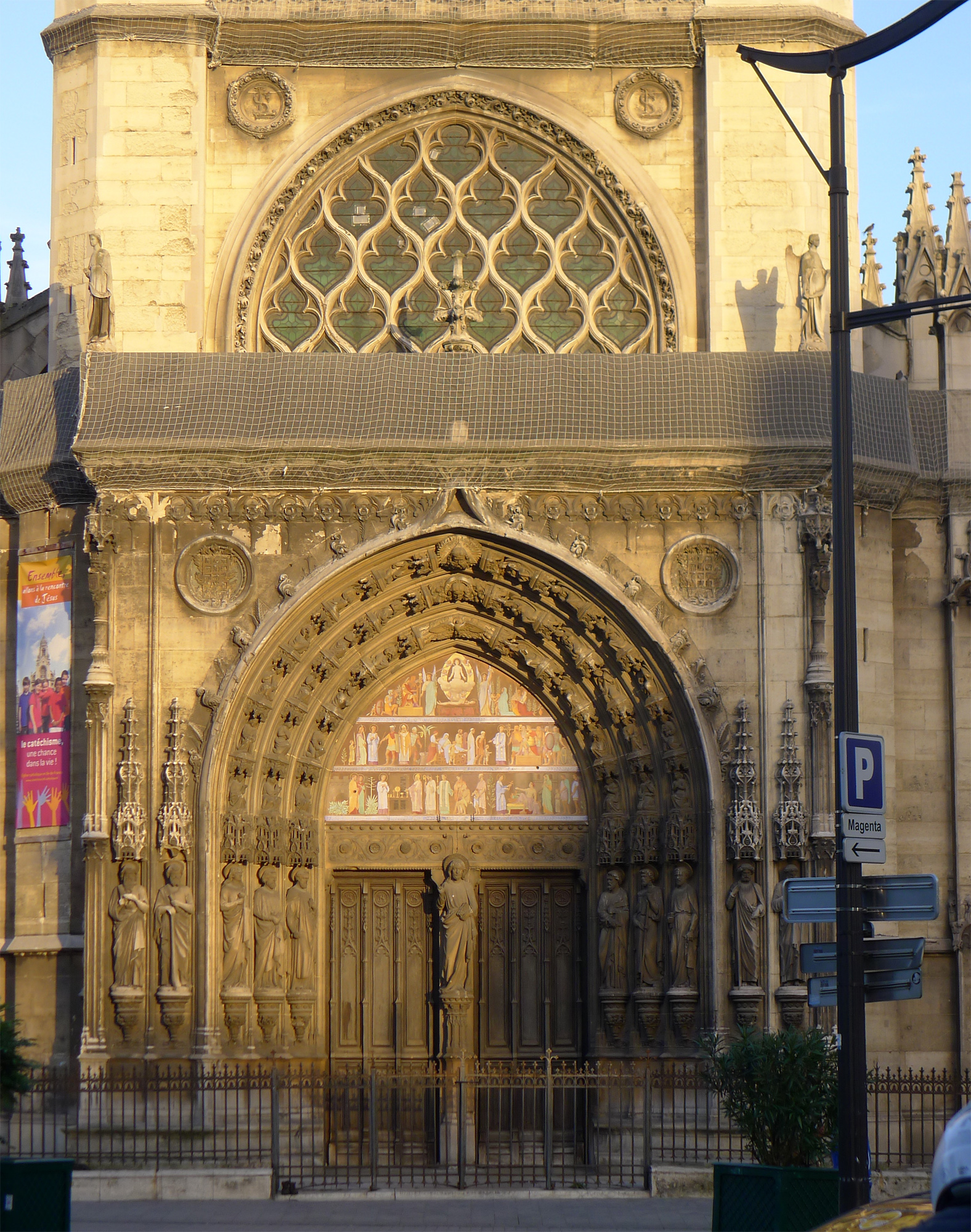
Portada
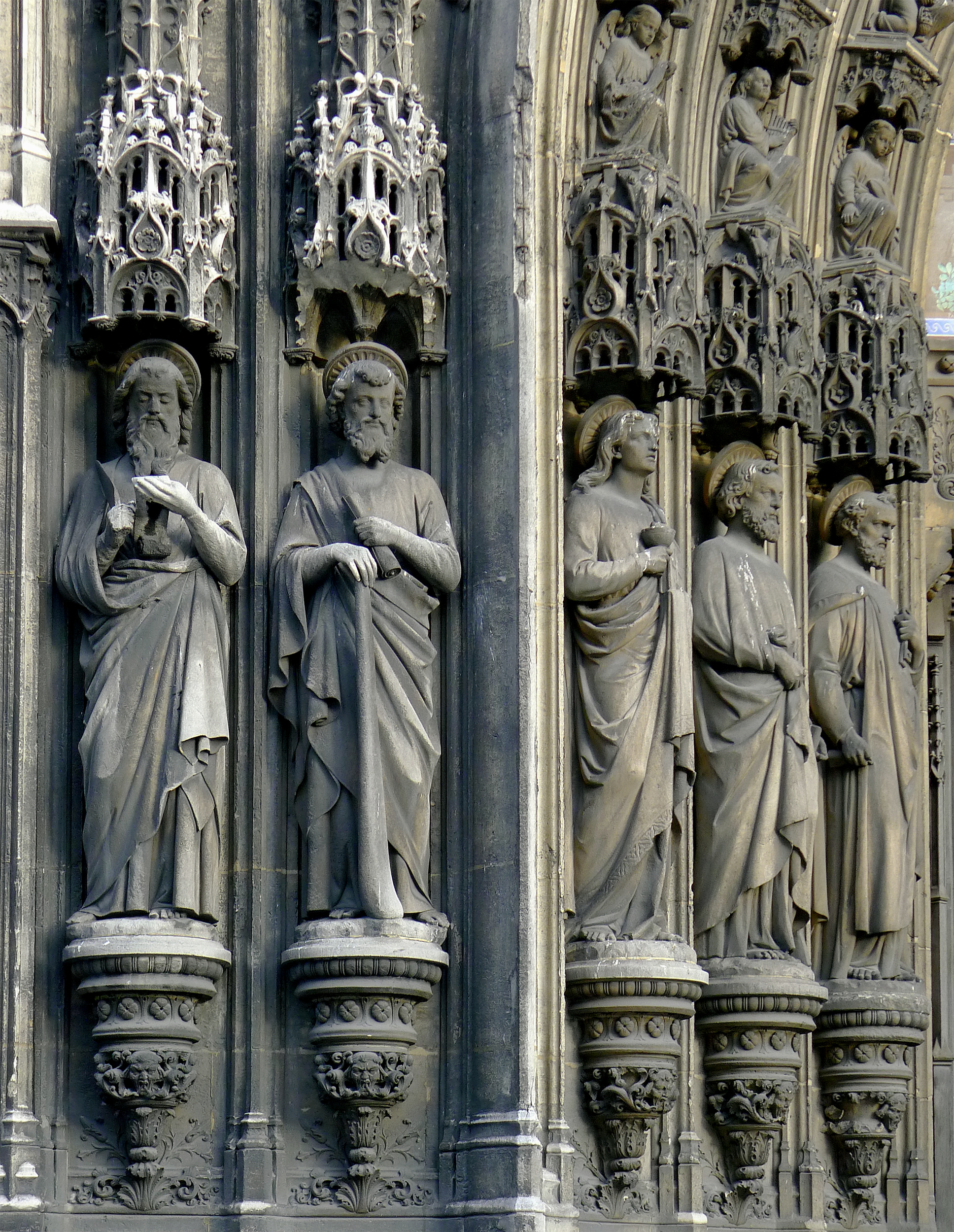
Estatuas
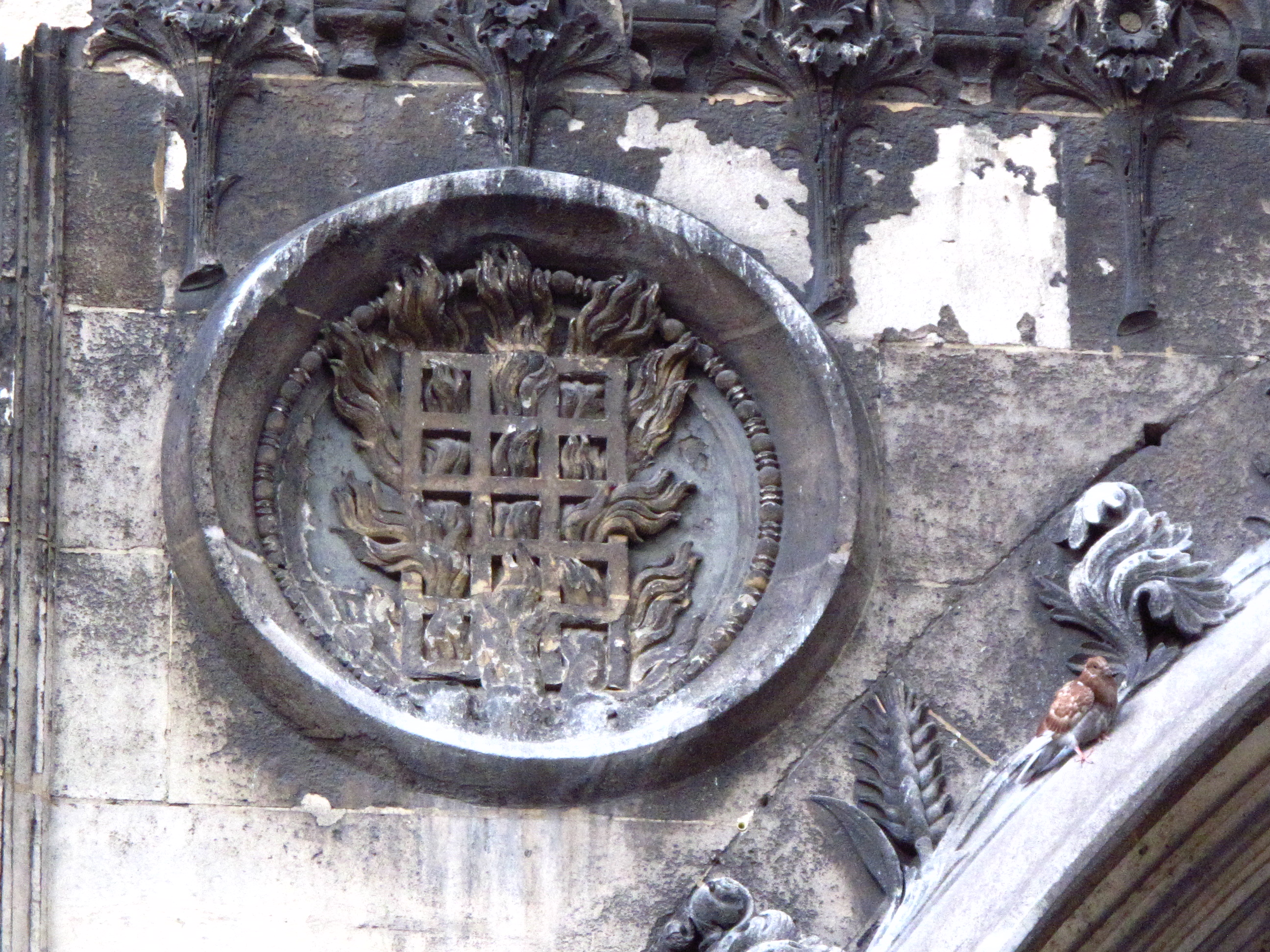
Símbolo de Laurent de Rome sobre la portada de la iglesia
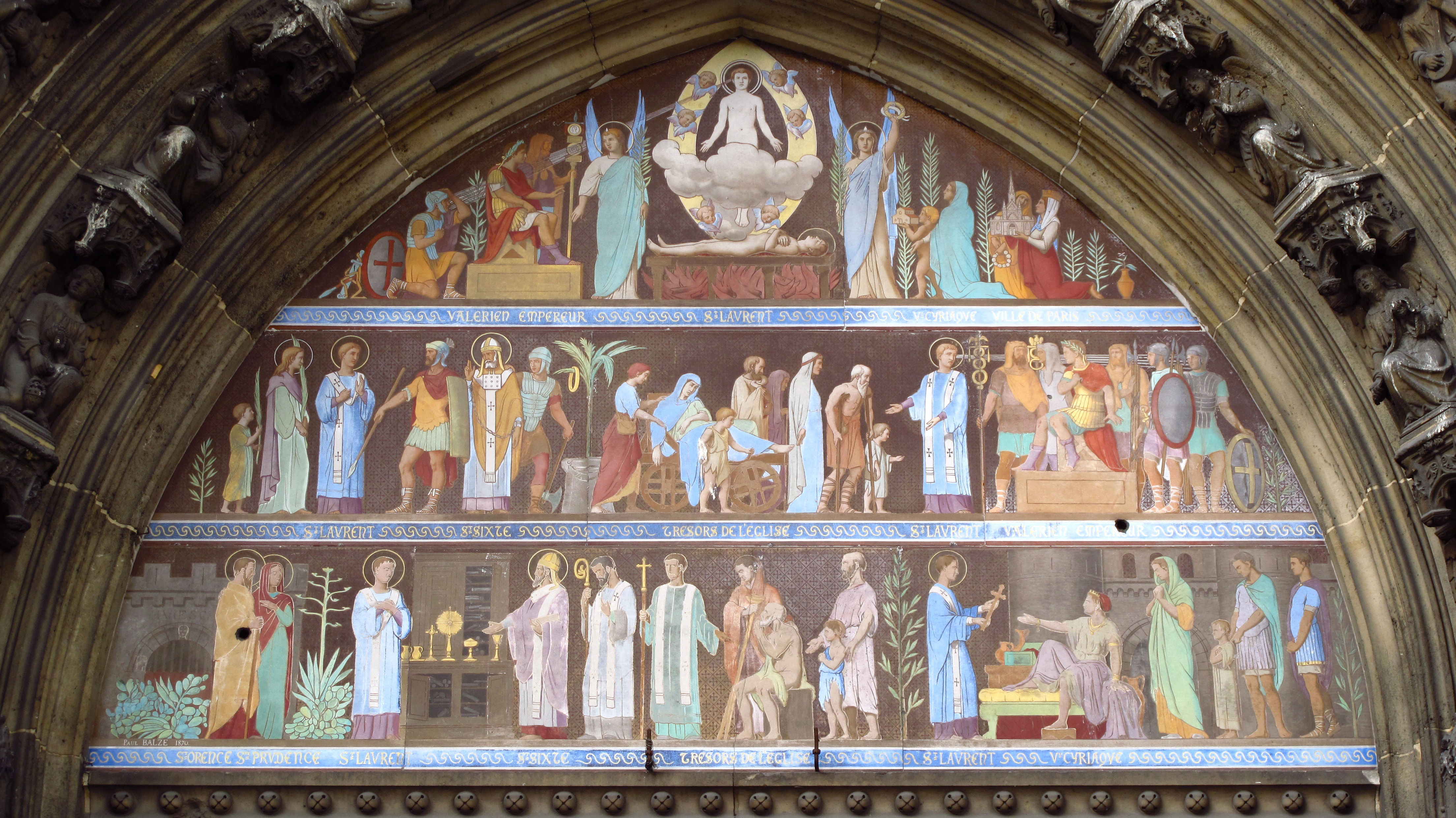
Fronton en lave esmaltada, por Paul Balze (1870)
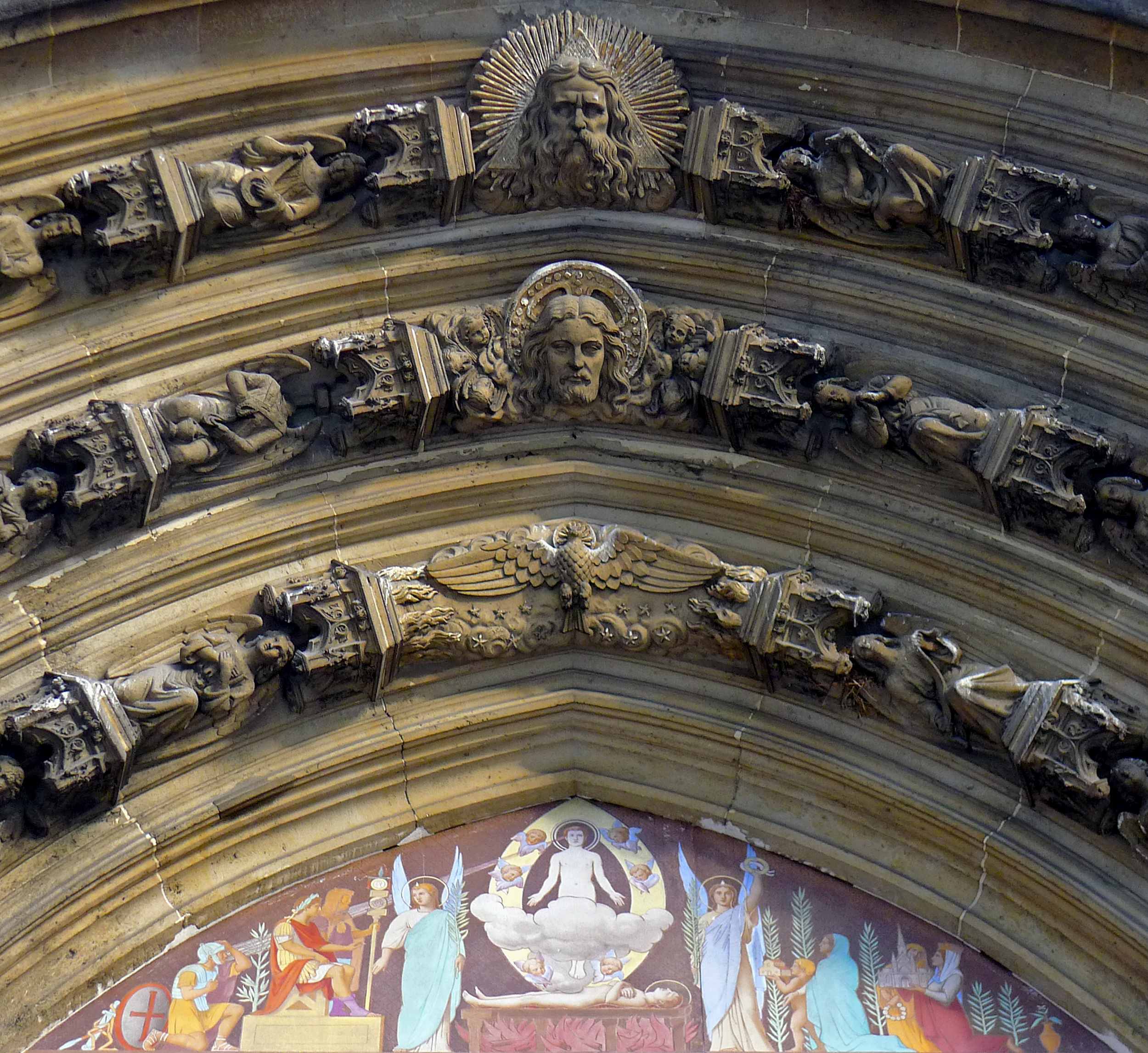
Archivolta con Dios Padre, el Hijo y el Espíritu Santo

#### Interior
La capilla del Sagrado Corazón a la izquierda está decorada con pinturas de Jean-François Brémond:
- Descenso de Jesús a los infiernos (1845)
- Adoración del Sagrado Corazón (1846)
- Jesús adorado por la Santísima Virgen y San José (1846)

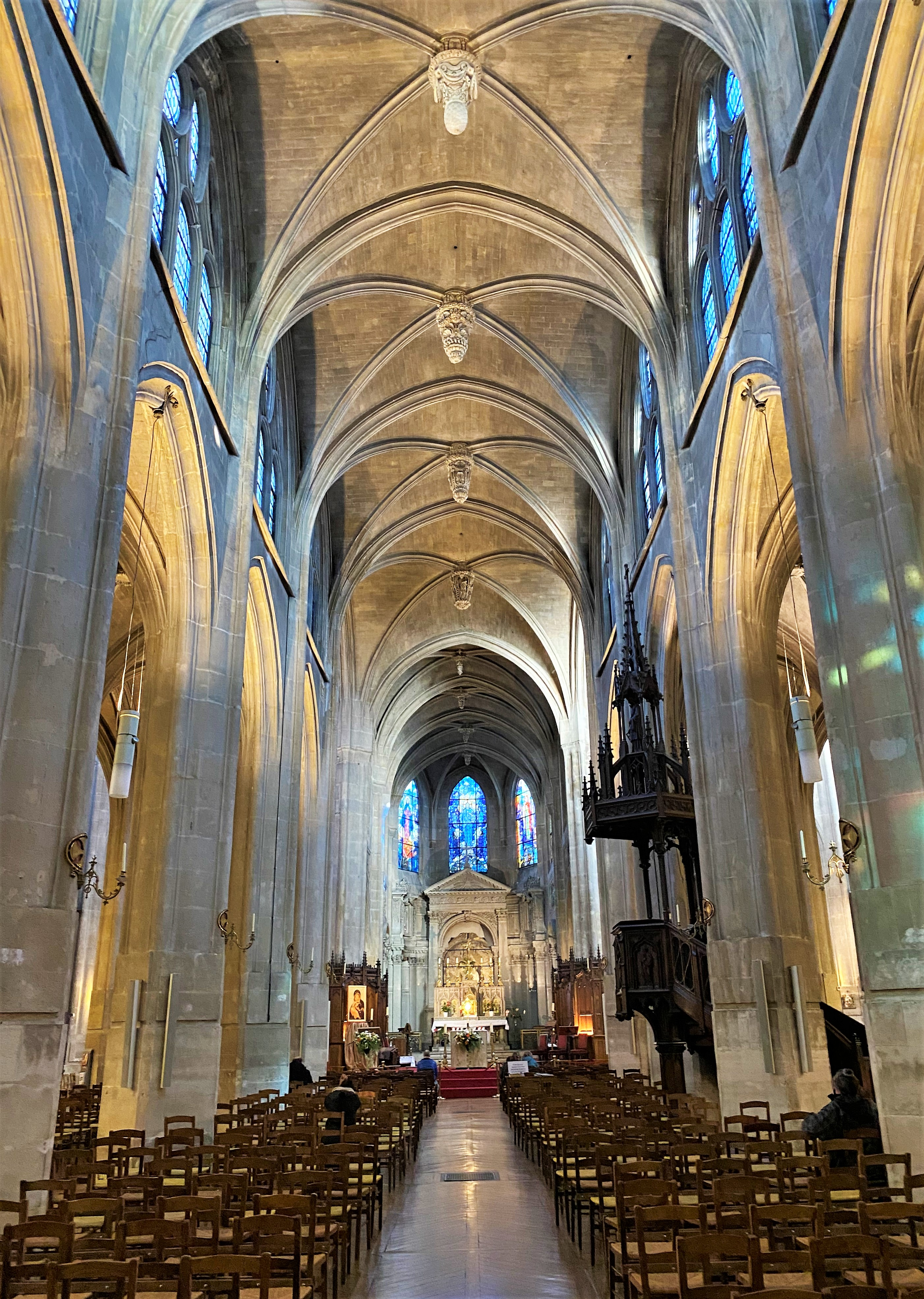
Nave
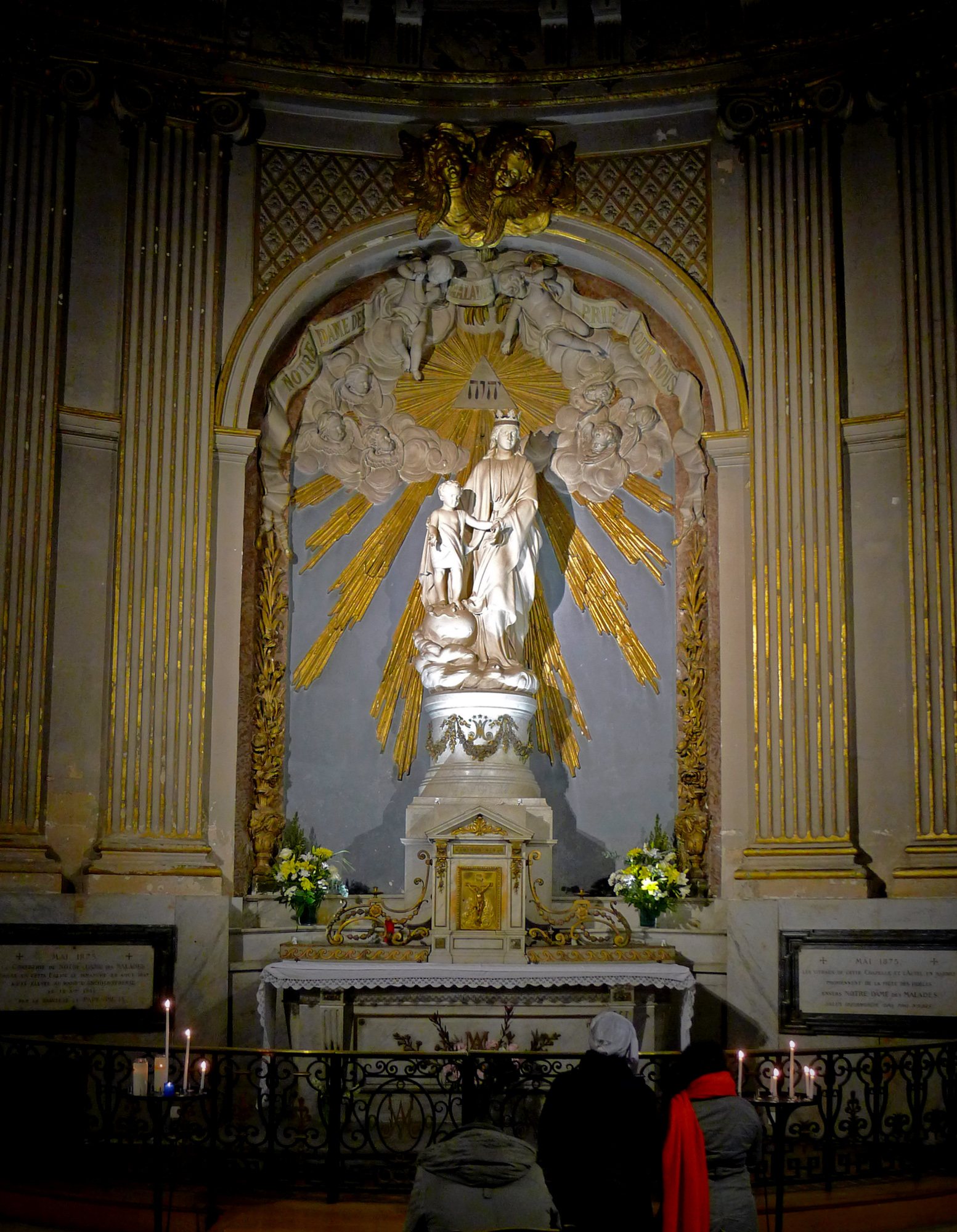
Capilla de la Virgen
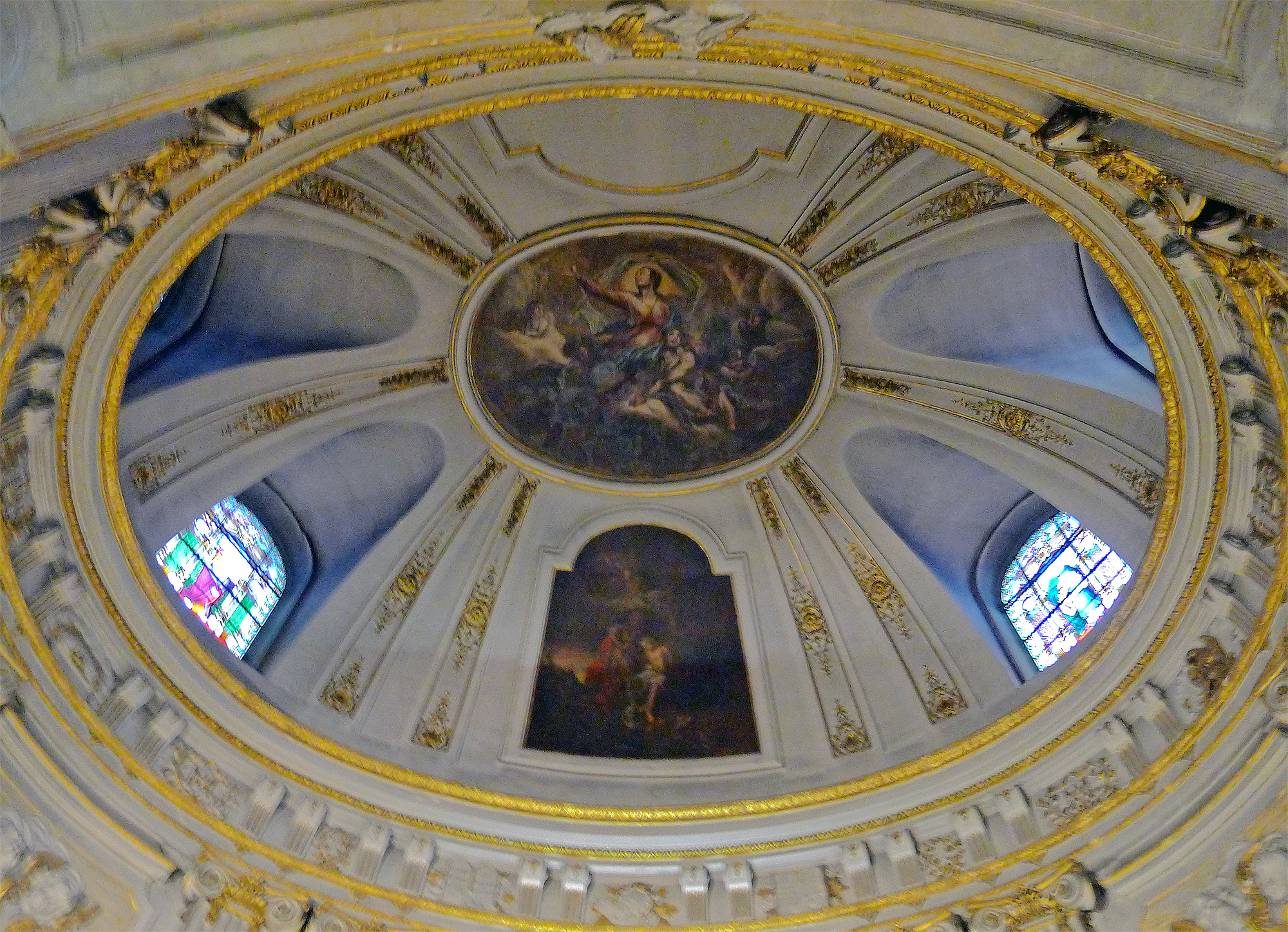
Cúpula

### Obras de arte

Algunas obras
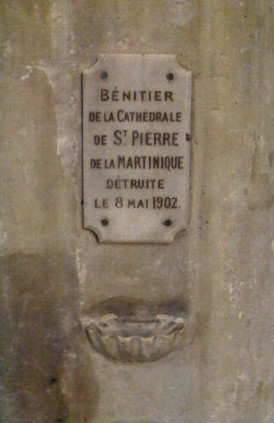
La pila bautismal de la Catedral de Saint-Pierre de la Martinique, situada a la derecha del coro
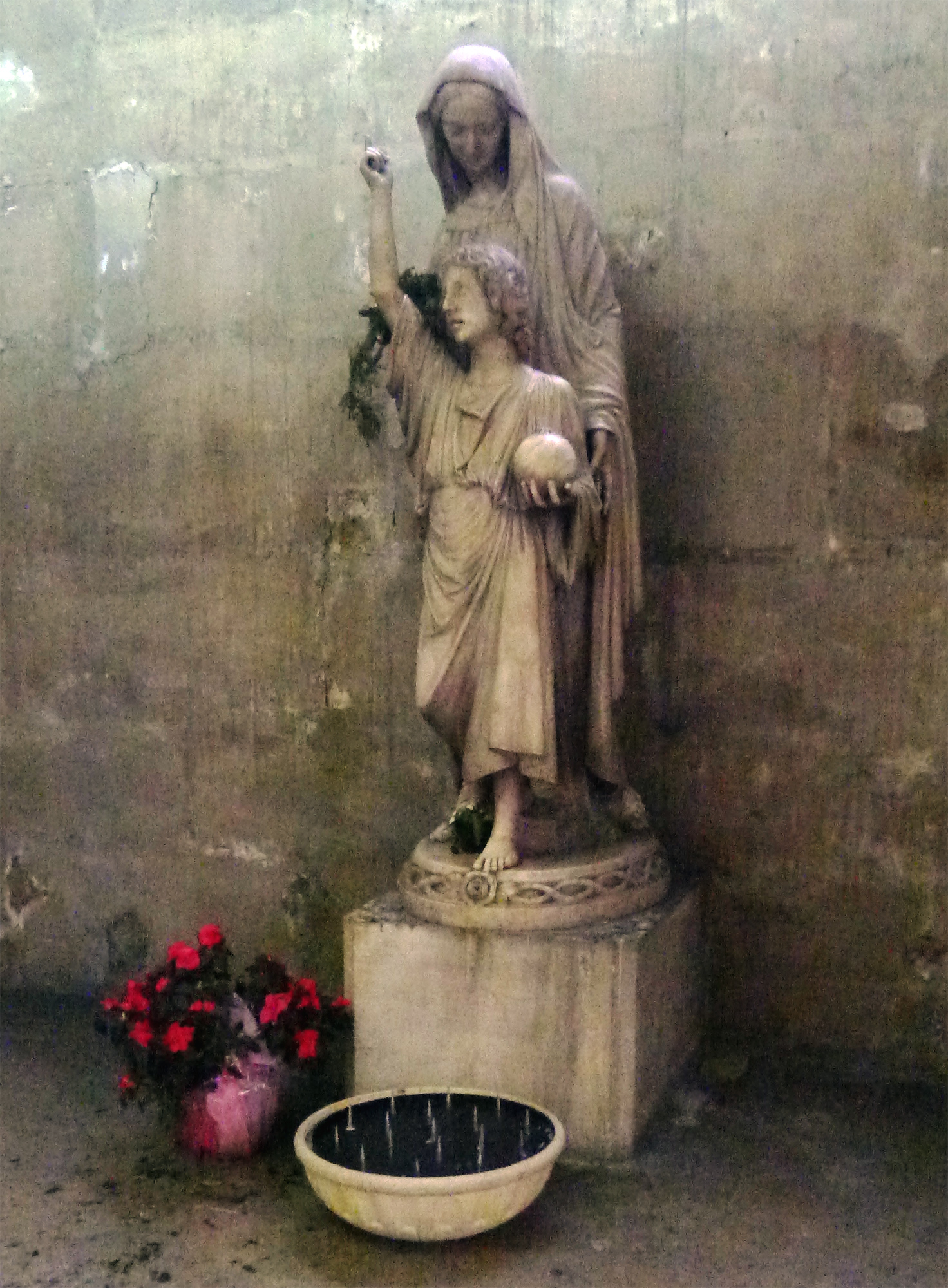
Virgen y niño
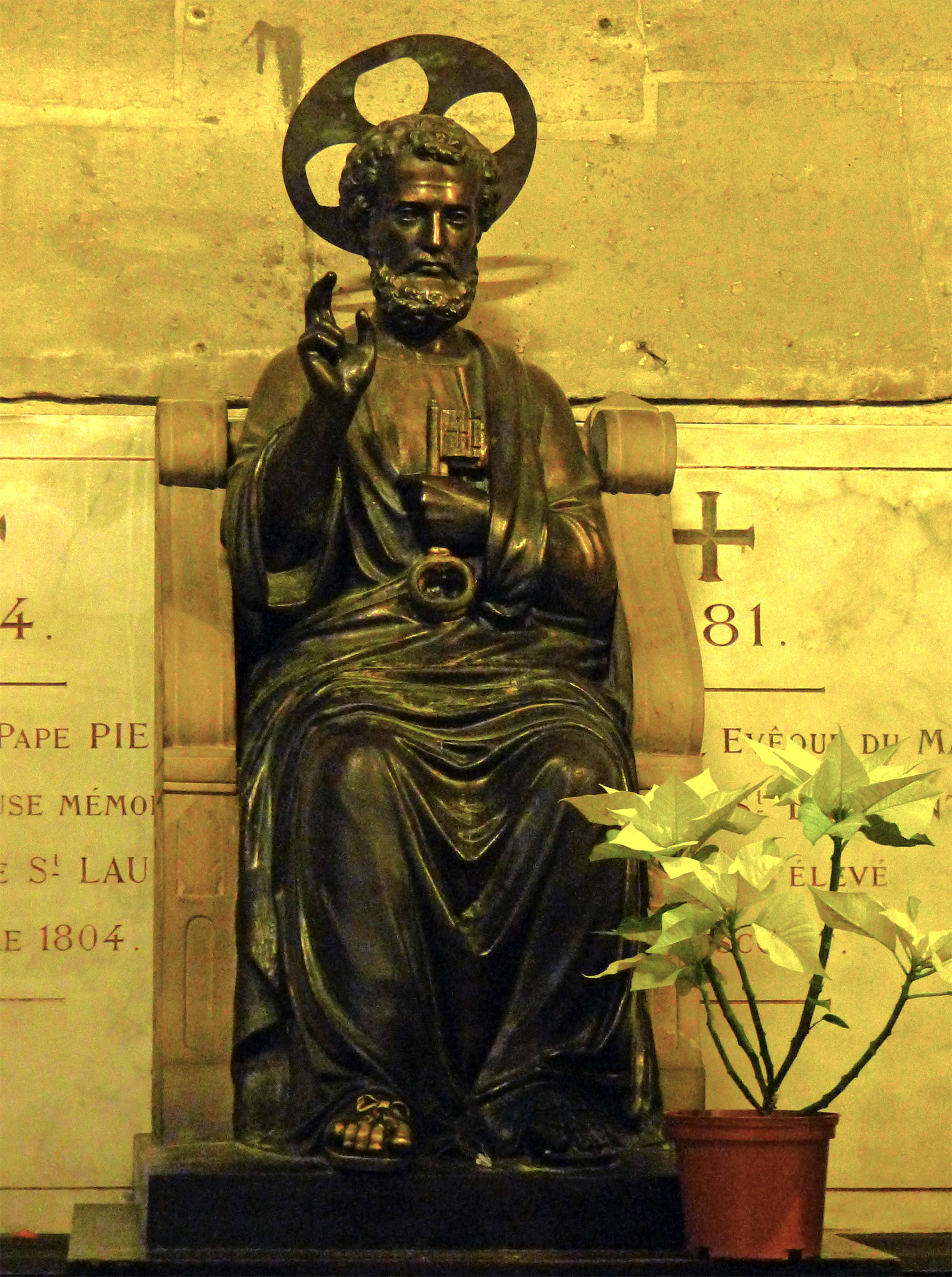
San Pedro
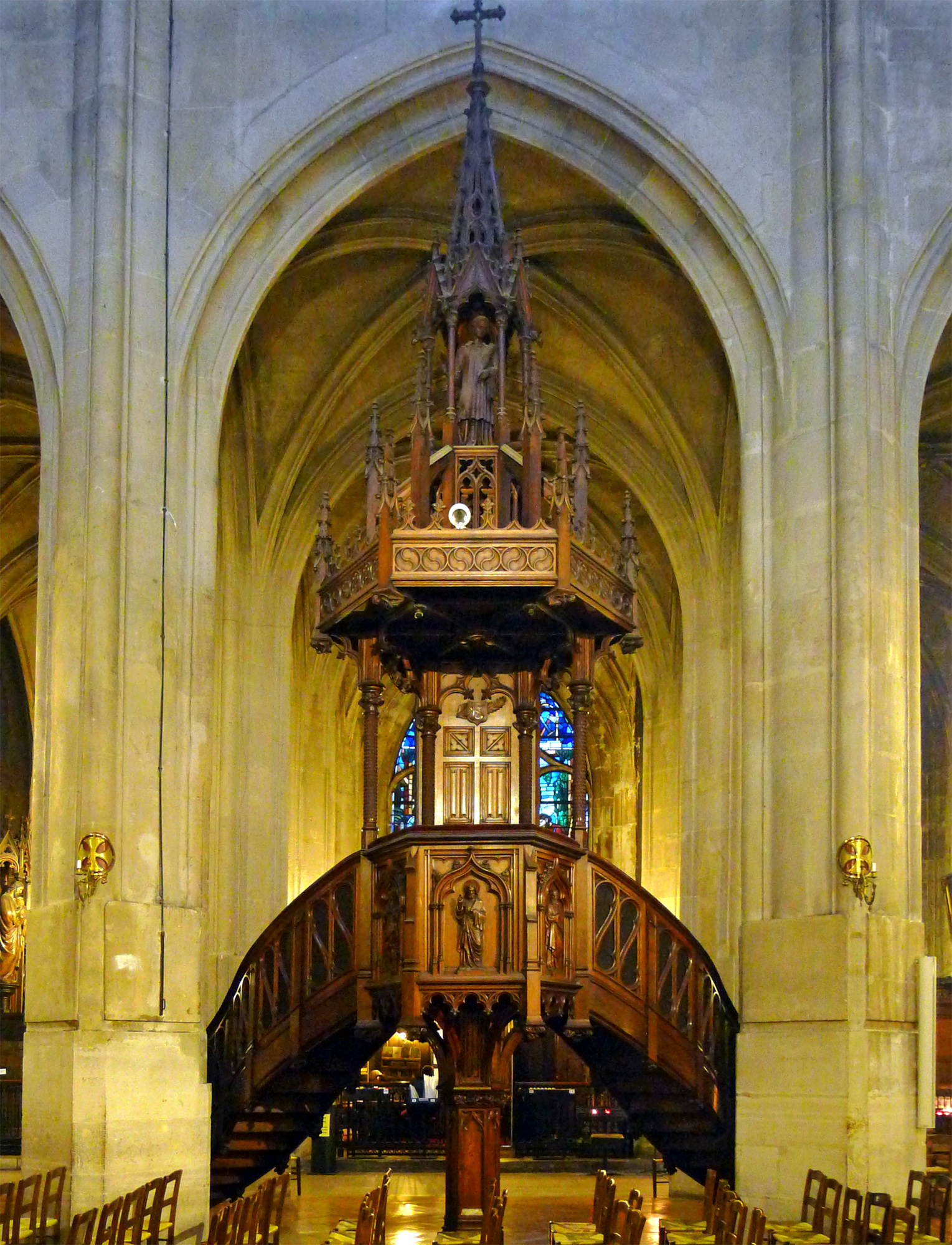
Púlpito
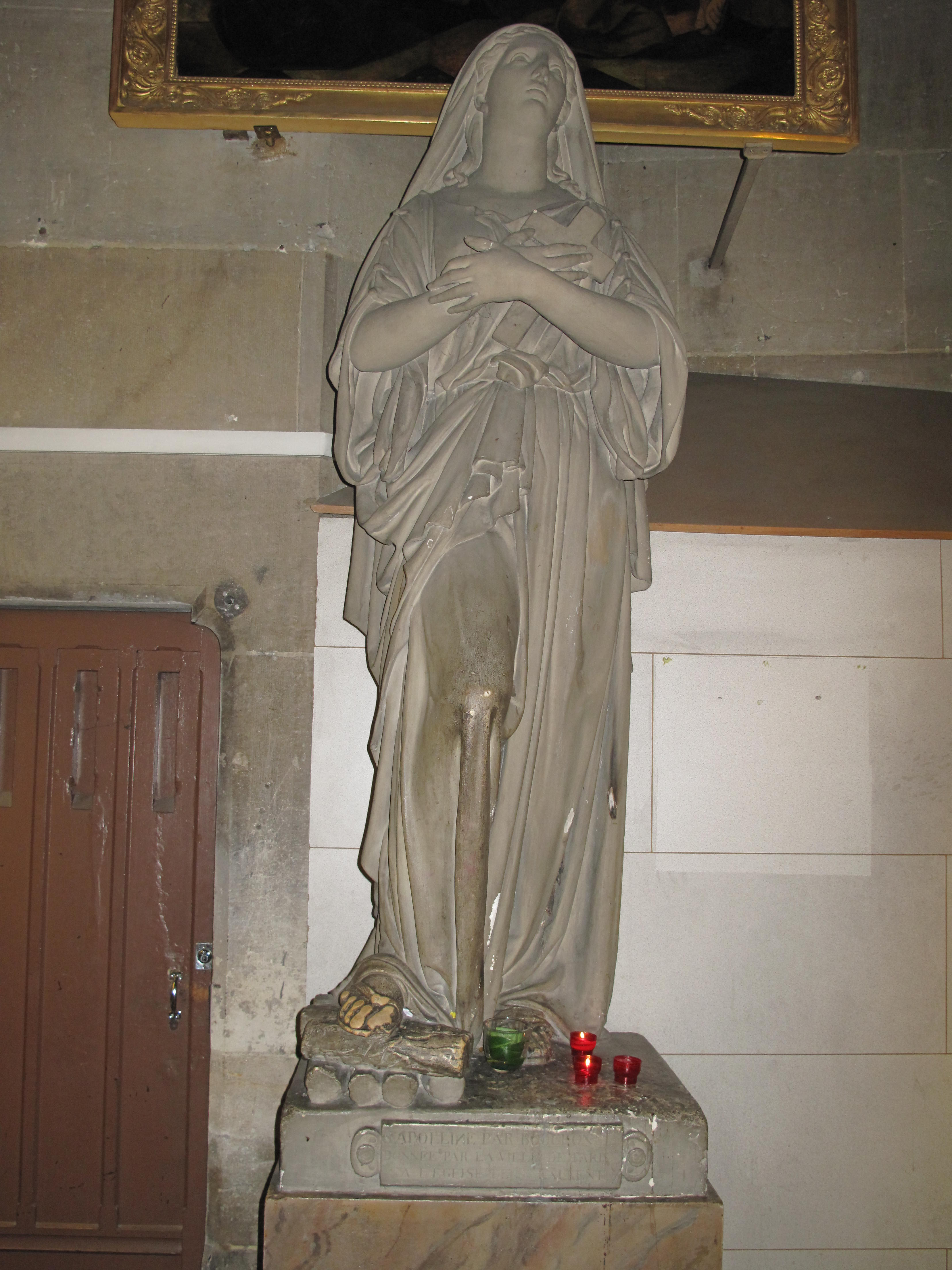
Santa Apolline, escultura de L.-V. Gruñón

## Vitrales

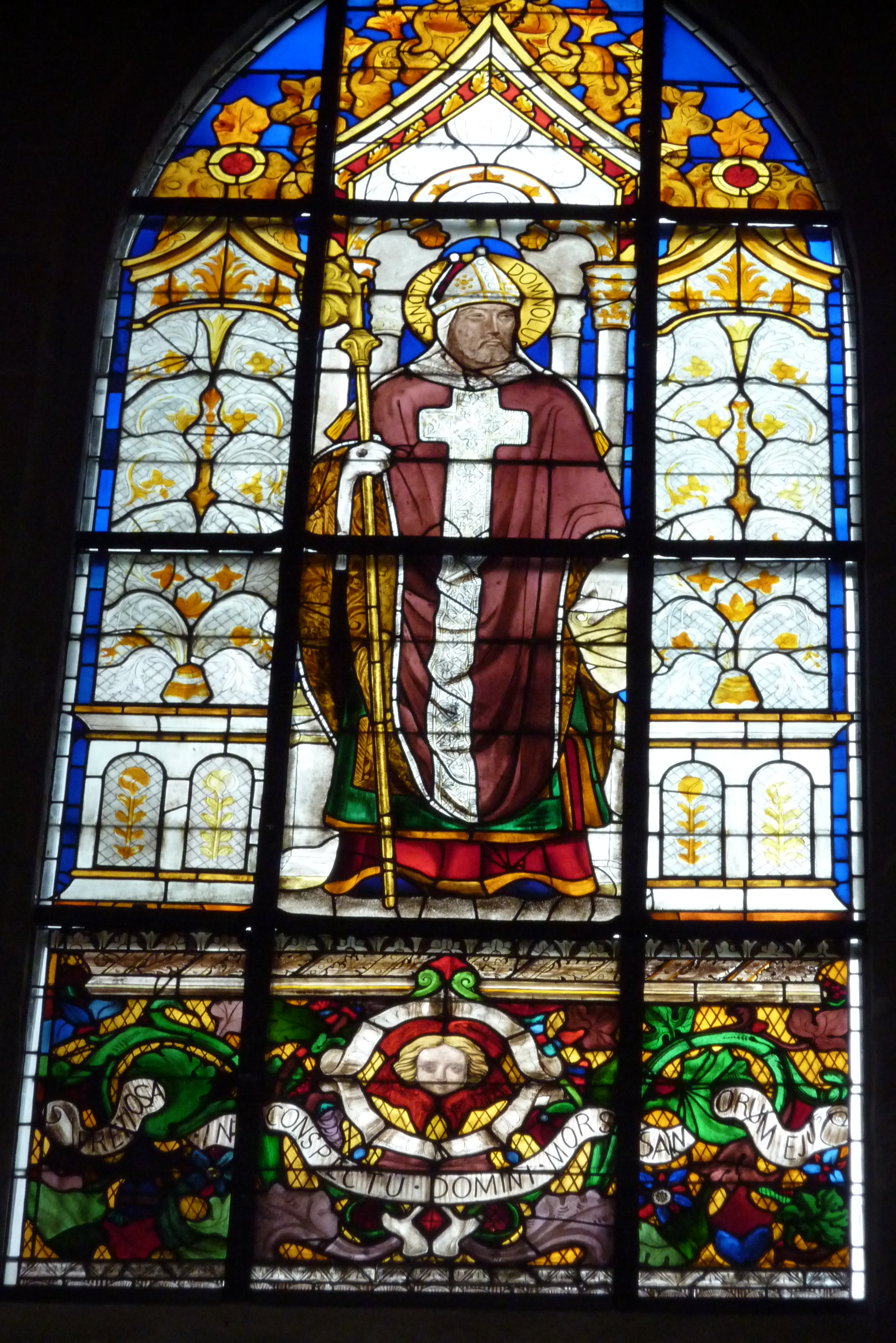
Vidriera de Saint Domnole, de Ernest Lami de Nozan sobre un esbozo de Auguste Galimard

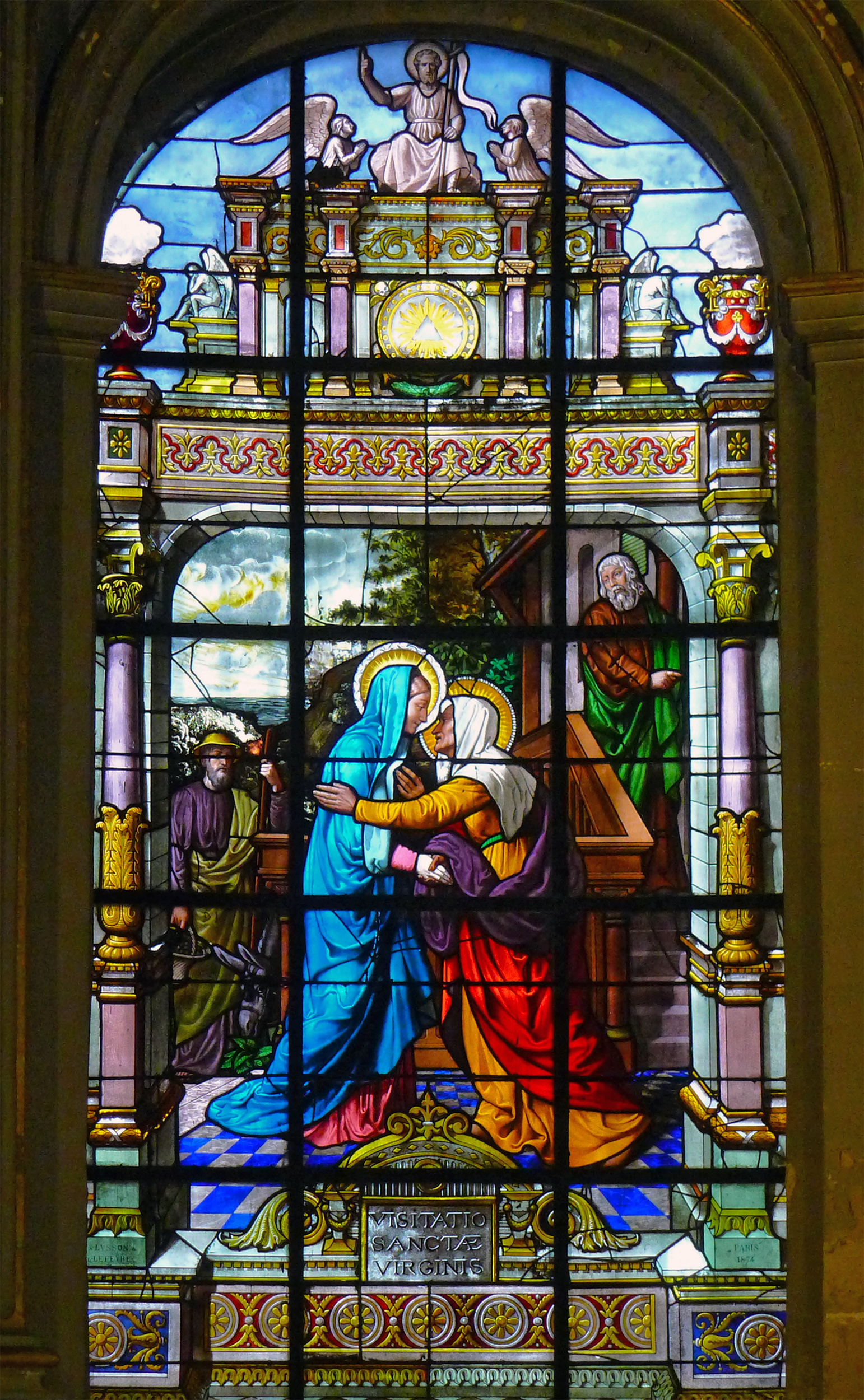
Vitral de la Visitación, de Antoine Lusson y Leon Lefevre

Ernest Lami de Nozan realizó  en 1846-1847 ocho vidrieras para el coro de la iglesia, a partir de cartones de Auguste Galimard. Se citan en L'Illustration, en 1847. Tres de esas ventanas aún son visibles. Las otras vidrieras fueron reemplazadas en 1939 por vidrieras diseñadas por el pintor polaco Elesckiewiej y convertidas en vidrieras en el estudio parisino de Jean Gaudin.
Antoine Lusson y su antiguo empleado, Léon Lefèvre, realizaron los cuatro grandes ventanales de la capilla de Notre-Dame-des-malades en 1874, que representan la Visitación, hueco n.º1 ), Nuestra Señora de los Siete Dolores (hueco n.º2 ), la Dormición (hueco n.º3), y l' Assomption (hueco n.º4). Estas ventanas se complementan con cuatro vidrieras más pequeñas: San José cargando al Niño Jesús, Santa Ana enseña a leer a la Virgen, San Vicente de Paúl acoge a un niño, El Ángel de la Guarda protege a un niño.
Dos capillas en la nave tienen vidrieras encargadas por los feligreses ala casa Champigneulle fundada en 1868 por Charles-François Champigneulle. Emmanuel Champigneulle realizó vidrieras en 1887 sobre cajas de Pierre Fritel. En la capilla dedicada a San Francisco de Sales, la vidriera La Dulzura de San Francisco (hueco n.º19). En la capilla vecina se ha instalado la vidriera de San Vicente de Paúl bendiciendo a las primeras Hermanas de la Caridad (hueco n.º21).
Entre 1953 y 1955, las vidrieras realizadas por Pierre Gaudin fueron instaladas en cajas por el pintor polaco Elesckiewiej.

## Órganos
El gran órgano de la galería fue terminado en 1685 por el organero François Ducastel y su hijo Hippolyte, fue asumido por Nicolas Collar entre 1725 y 1732, ampliado y transformado en 1767 por François-Henri Clicquot, reconstruido por Joseph Merklin de 1864 a 1867, luego restaurado en 1942 por Jacquot-Lavergne y finalmente por Jean Renaud en 1993. El órgano tiene 42 registros dispuestos en 3 teclados. El órgano de la galería fue catalogado como edificio en 1945.

El gran órgano
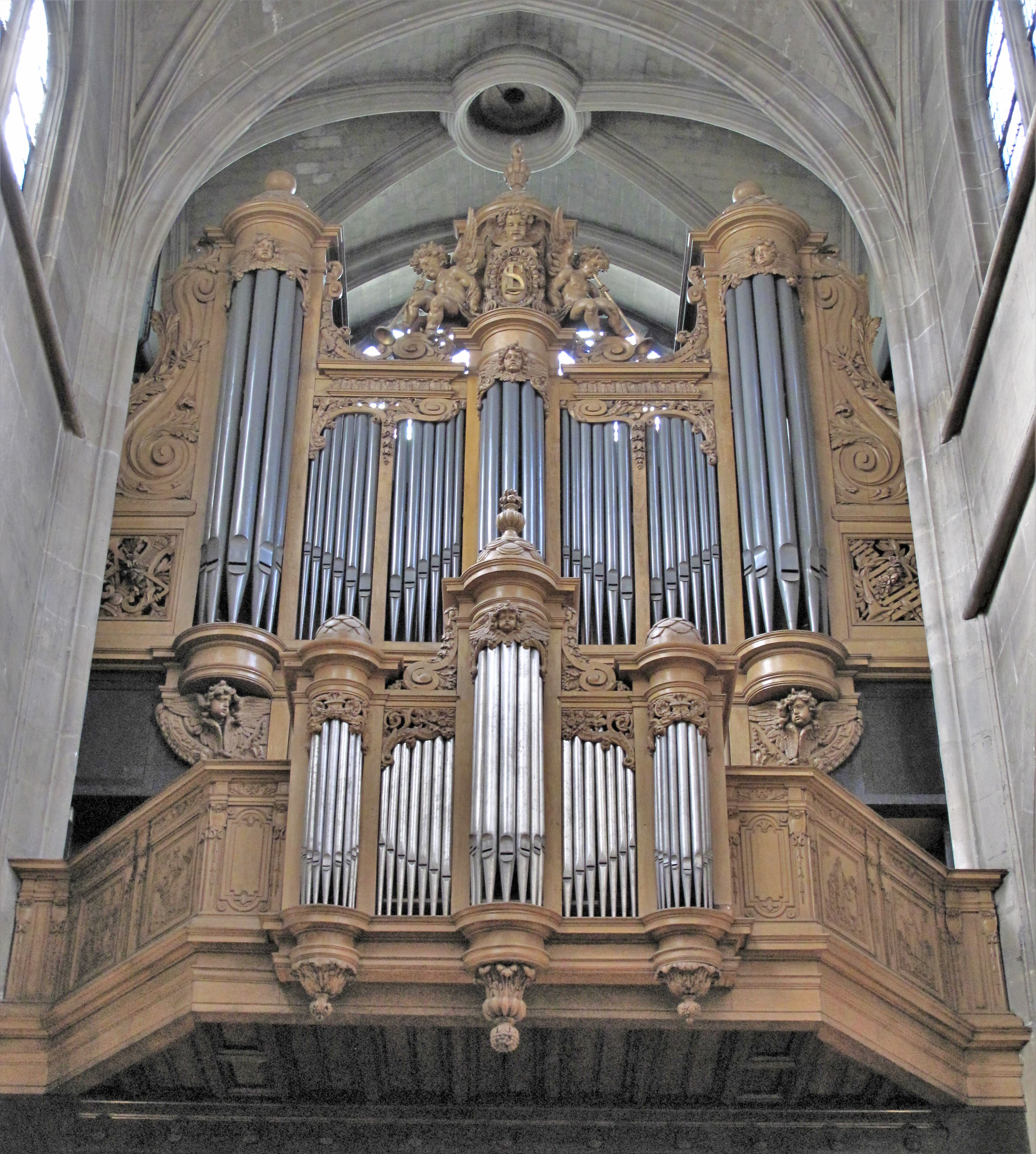
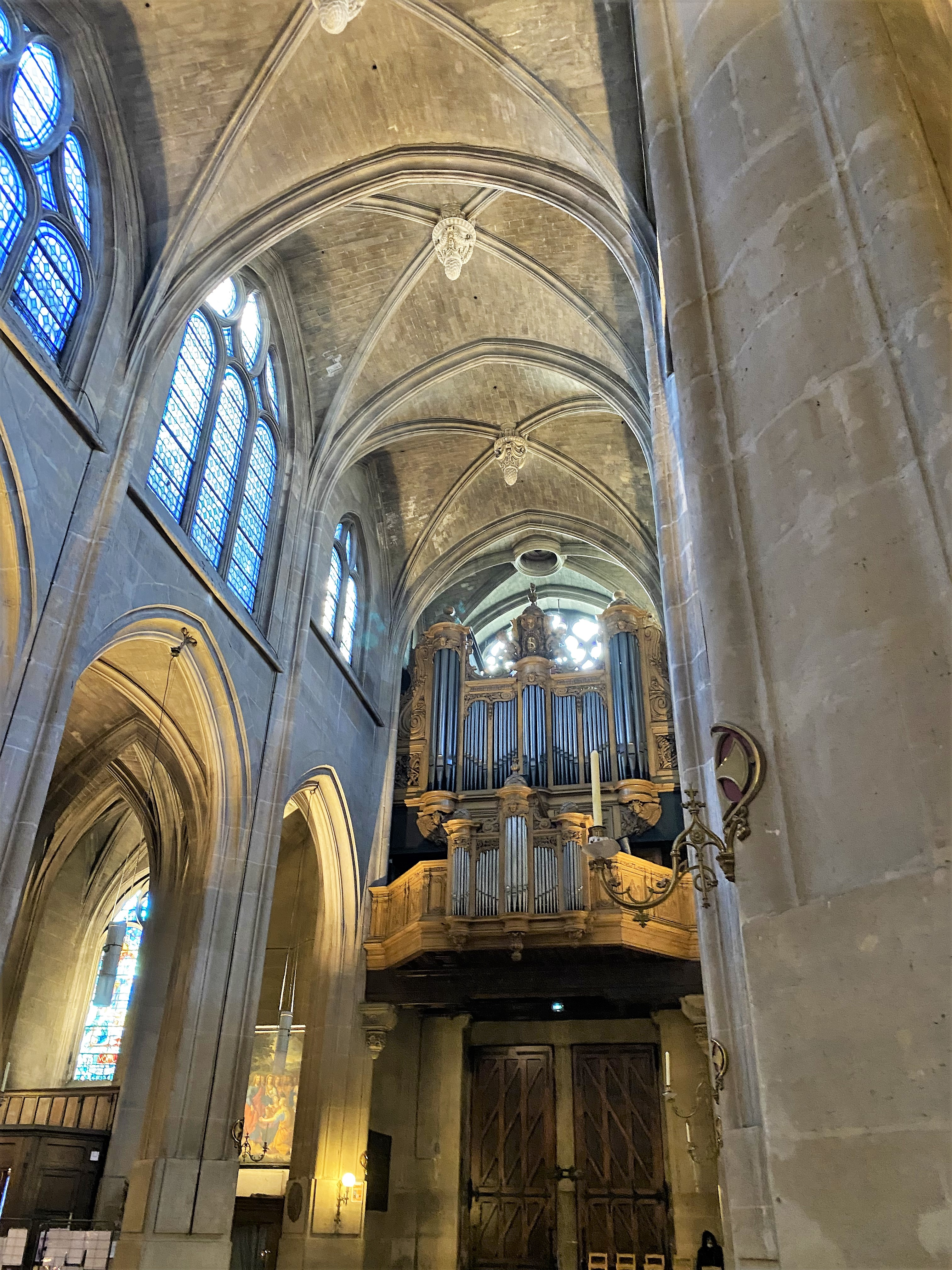
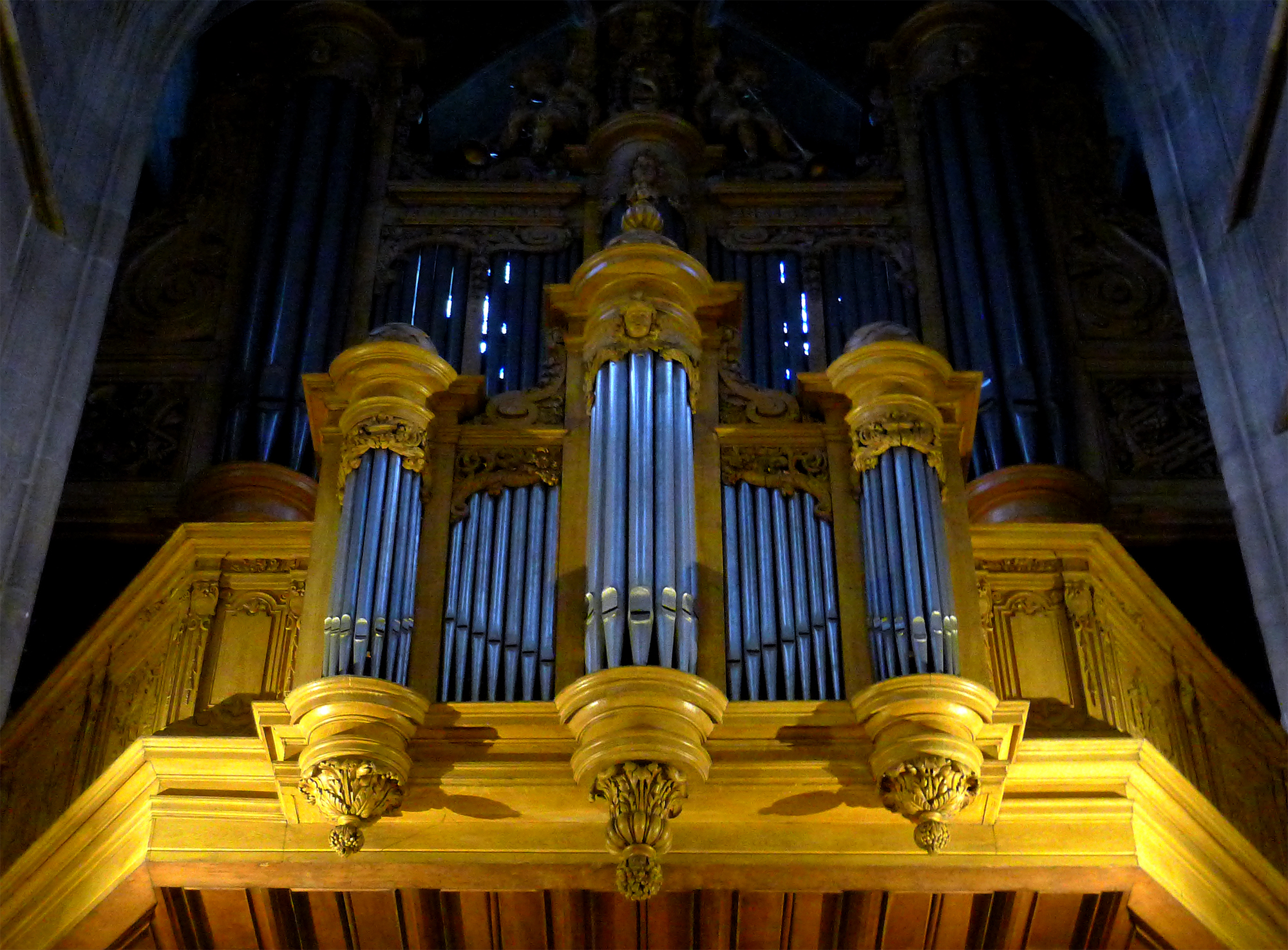
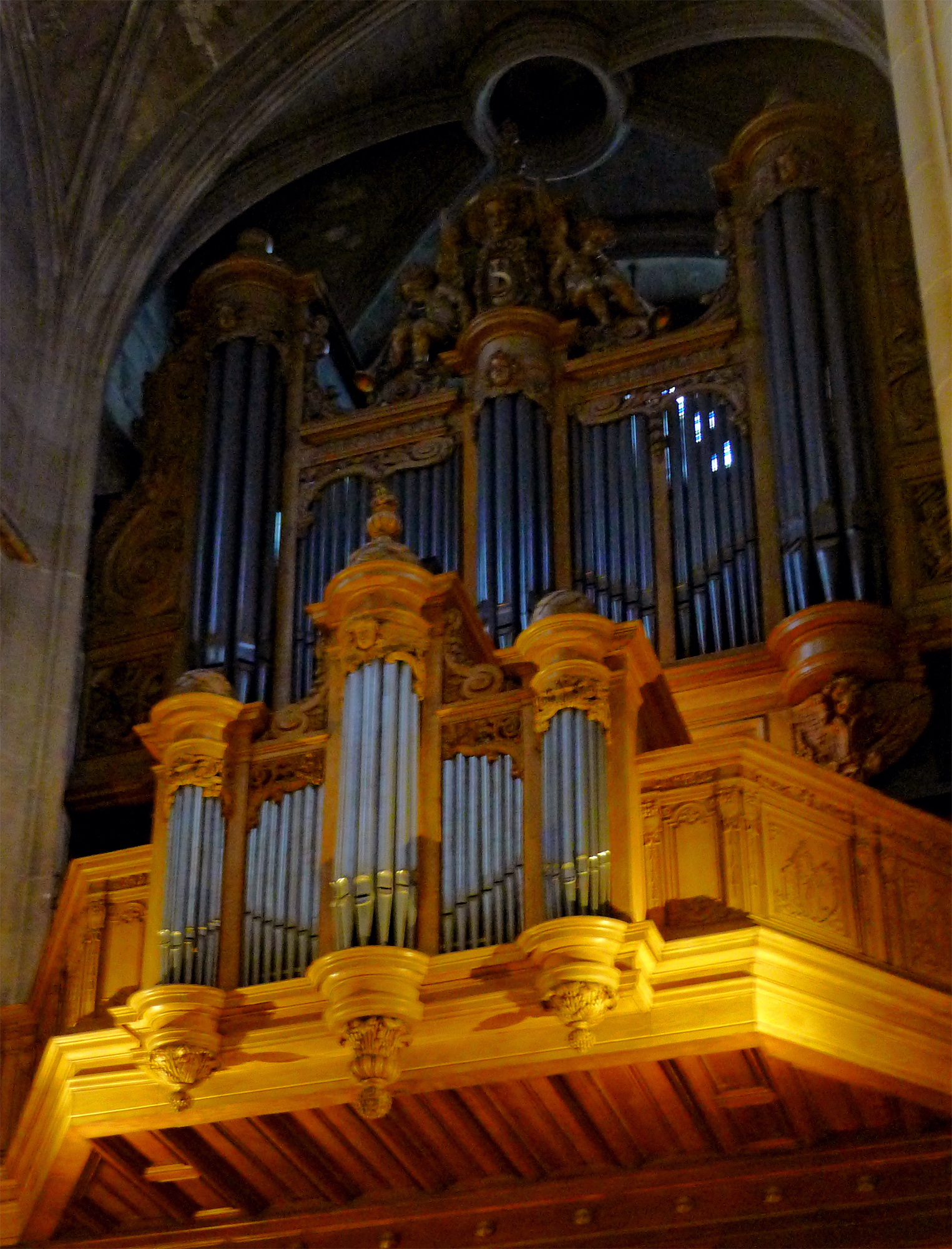

El órgano del coro
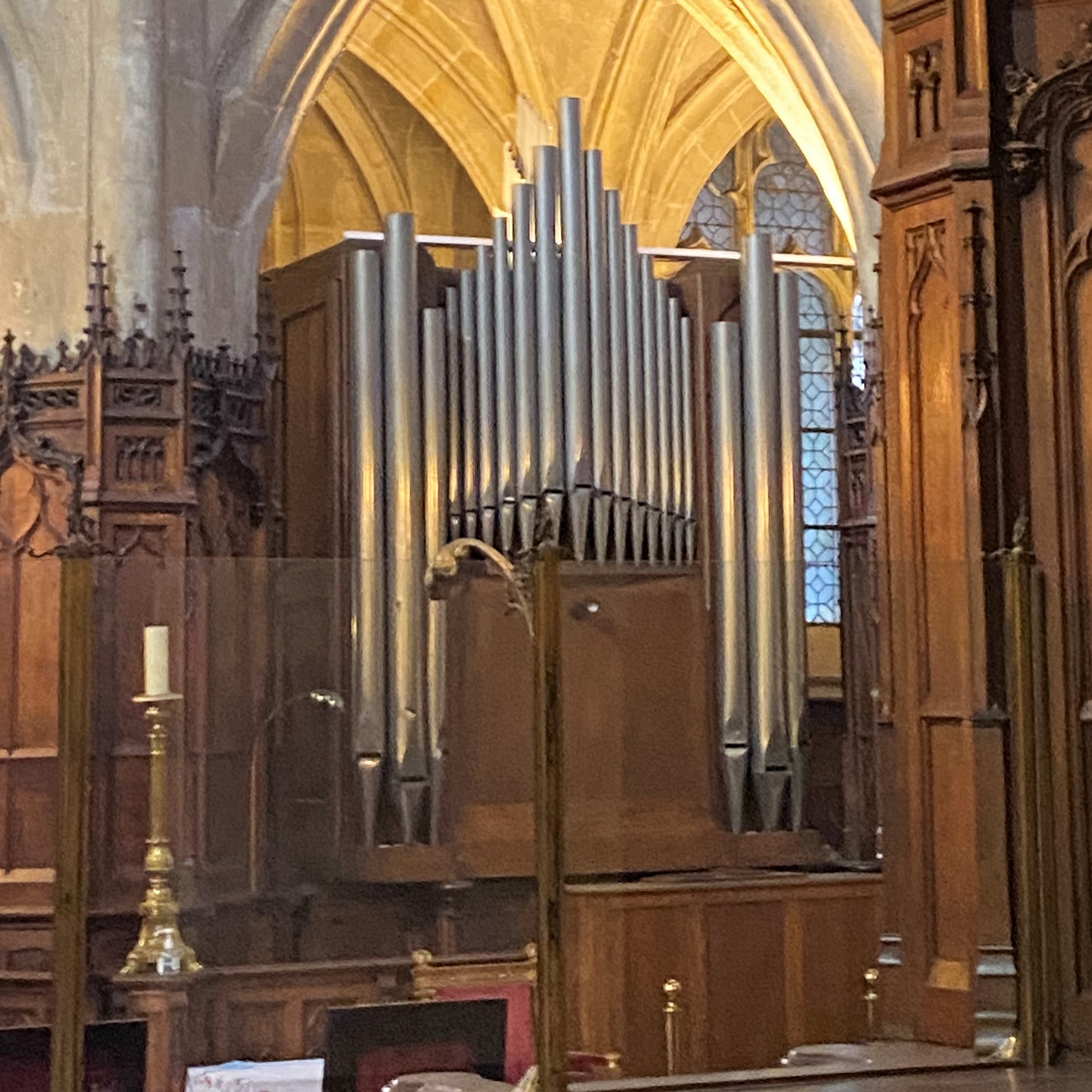
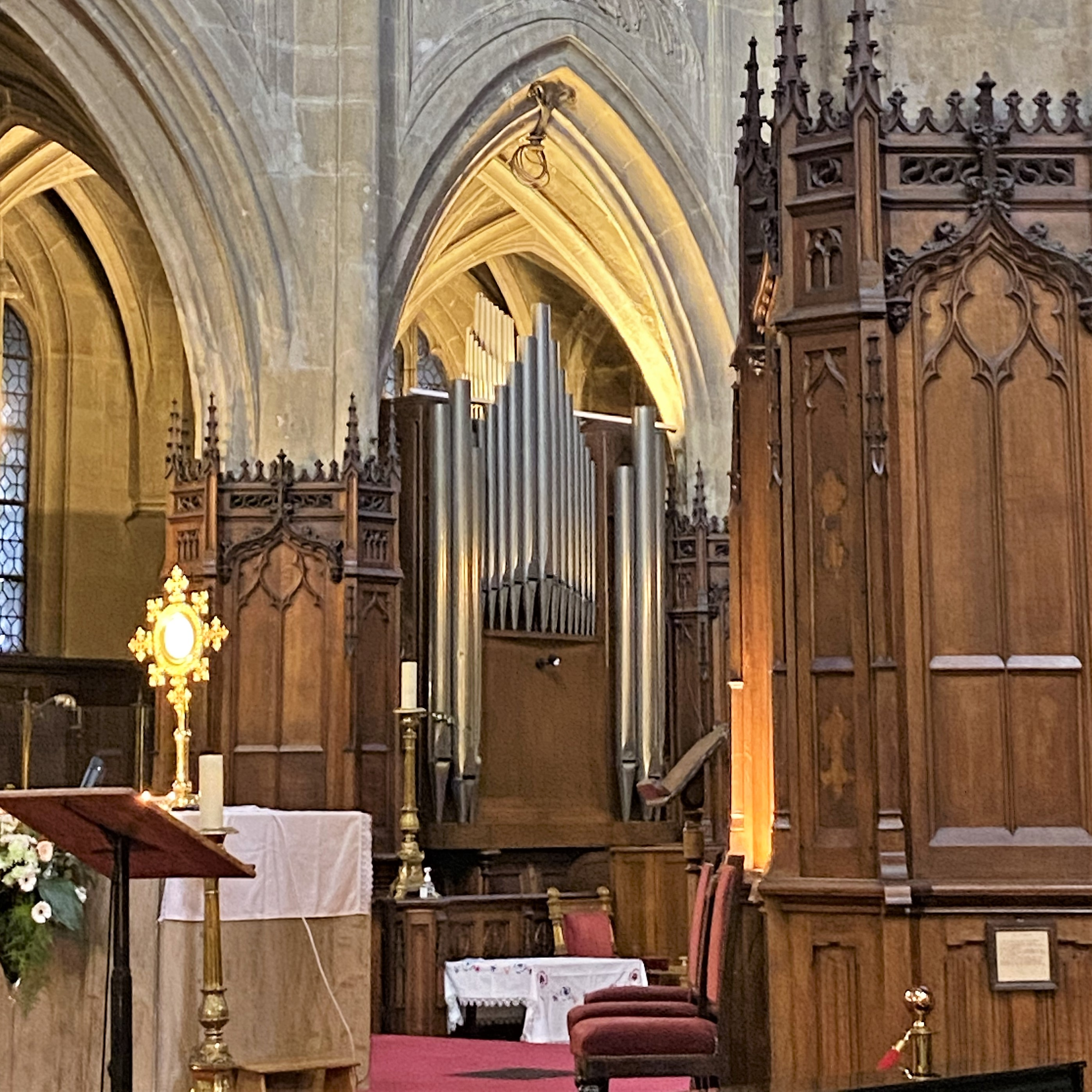
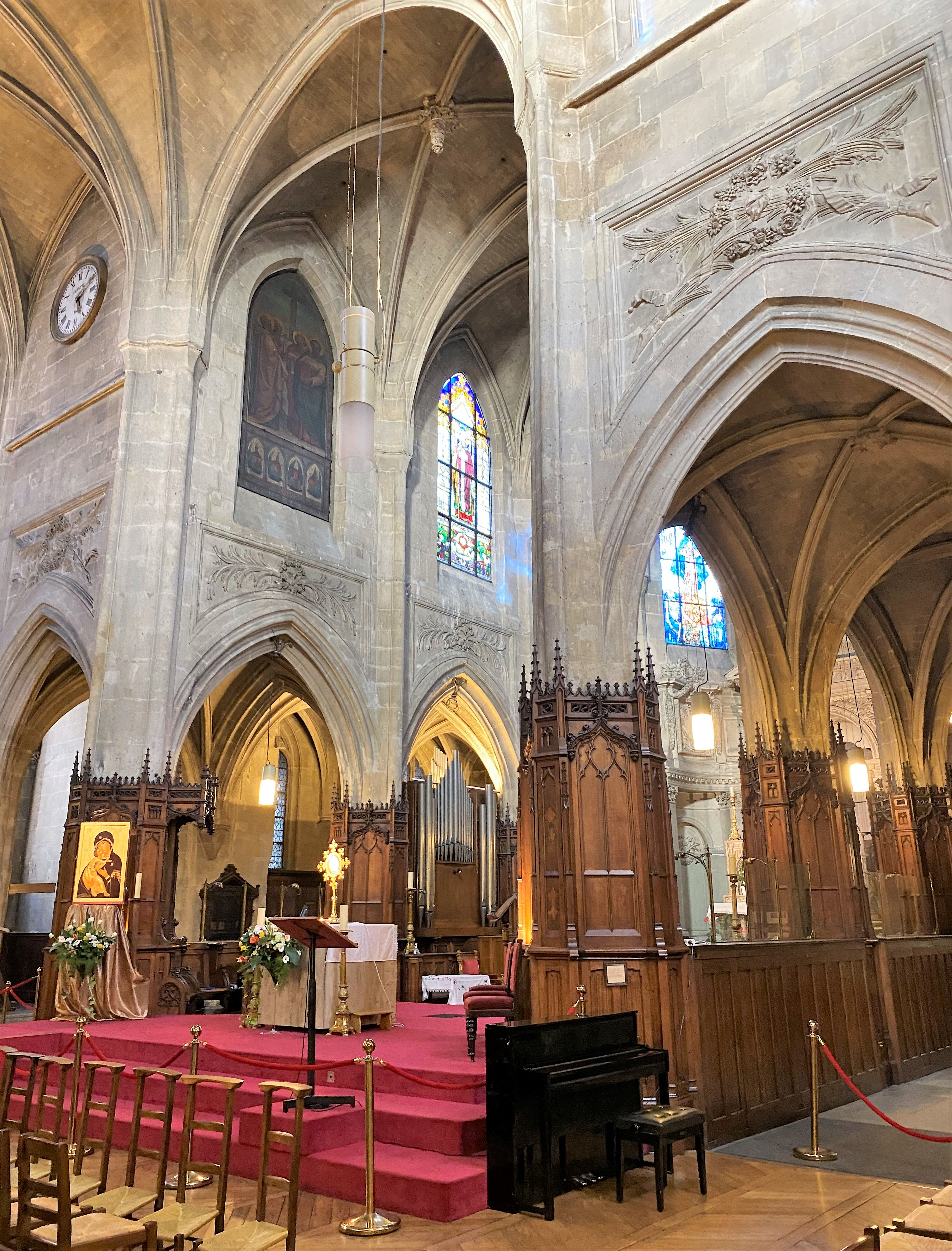

## Personalidades
- Jeanne Bécu se casó allí en 1768 con el conde Guillaume du Barry-Cérès, hermano de su amante, Jean du Barry. El matrimonio es celebrado por un hermano franciscano terciario Ángel, reputado padre de la novia, que fue amante del rey Luis XV.
- Victor Schœlcher, diputado francés en el origen de la abolición definitiva de la esclavitud en las colonias francesas fu bautizado aquí el .[15]
- Amédée Joseph Marie Meslay, vicepresidente del tribunal de Le Havre se casa con Zélie Joséphine Aimée Piéron el .[16]
- Charles Quef, organista titular de Saint-Laurent desde 1898, hasta su nombramiento como asistente y luego titular en la Iglesia de la Trinidad;
- Philippe Christory, obispo de Chartres desde 2018, párroco de Saint-Laurent de 2007 a 2014.

## Animación religiosa de la parroquia
Desde septembre de 2007, el funcionamiento de la parroquia fue confiado a la Comunidad Emmanuel por el obispo de París, monseñor André Vingt-Trois.

## Iglesia de Saint-Laurent en París y las Artes

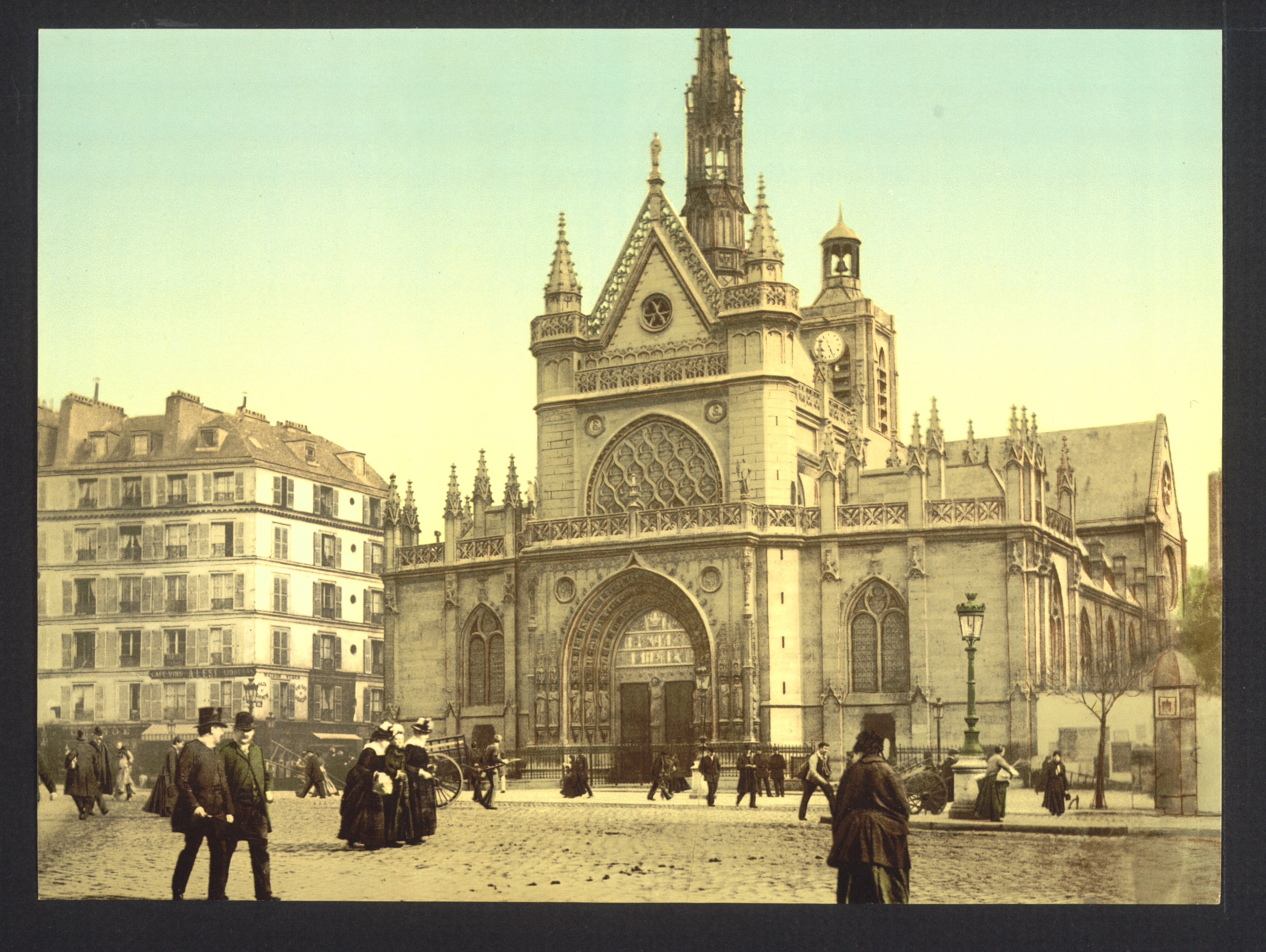
Fotocromo entre 1890 y 1900 (autor desconocido).
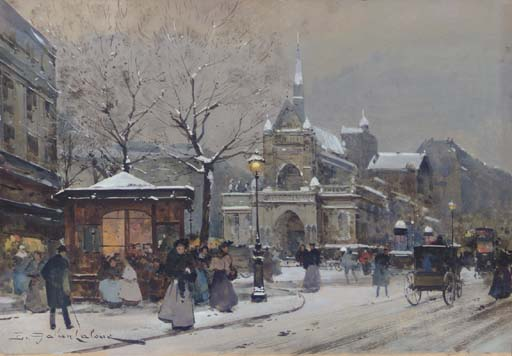
Por Eugène Galien-Laloue hacia 1910.
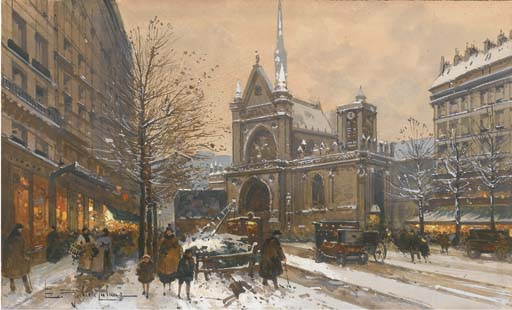
Por Eugène Galien-Laloue hacia 1920.

### Artículos relacionados
- Lista de edificios religiosos en París
- Lista de parroquias encomendadas a la Comunidad Emmanuel